# Universitatea din Cape Town
Universitatea din Cape Town (UCT) este o universitate de stat de cercetare avansată și educație situată în Cape Town, în provincia Western Cape din Africa de Sud. UCT a fost înființat în anul 1829 ca Colegiul Sud-african (South African College), devenind cel mai vechi institut de învățământ superior din Africa de Sud. În ceea ce privește dobândirea statutului universitar complet, este cea mai veche universitate din Africa de Sud și cea mai veche universitate existentă din Africa Subsahariană, alături de Universitatea din Stellenbosch, care a primit statut universitar complet de la Parlamentul Africii de Sud în aceeași zi în 1918.
Statutul Universității din Cape Town (emis în 2002 pe baza Legii învățământului superior), care stabilește structura și funcțiile universității, desemnează cancelarul universității - în prezent, dr. Precious Moloi Motsepe - în calitate de figură ceremonială, și stabilește conducerea și autoritatea administrativă în poziția vice-cancelarului, în prezent prof. Mamokgethi Phakeng, care este responsabil față de Consiliul Universității. Prin urmare, în practică, vice-cancelarul este considerat în sensul românesc rectorul universității. Constând din 57 de departamente organizate în 6 facultăți, precum și Centrul multidisciplinar de dezvoltare a învățământului superior, universitatea cuprinde aproximativ 29.000 de studenți în arte liberale, științe naturale și profesii liberale, de la studii de licență (NQF 7) până la studii de doctorat (NQF 10). Universitatea are o comunitate studențească vibrantă formată din peste 100 de societăți studențești și cluburi sportive care adresează interesele diverse ale studenților, precum religie, politică, cultură, implicare civică/comunitară și sport. Cluburile de sport participă în mod deosebit în ligi naționale sportive, precum campionatul universitar de rugby Cupa Varsity. Rivalitatea istorică (și existentă) academică, sportivă și politică dintre UCT și Universitatea din Stellenbosch a adus porecla „Ikeys”. Universitatea are patru campusuri în suburbiile orașului (Rondebosch și Observatory) și centrul orașului (Hiddingh și V&A Waterfront). Predarea studiilor este doar în limba engleză.
UCT este cea mai bine cotată universitate africană din clasamentele renumite QS World University Rankings, Times Higher Education (THE) World Rankings și Academic Ranking of World Universities (ARWU), iar facultățile sale de comerț, drept și medicină sunt clasate în mod constant printre top 100 facultăți la nivel internațional. Este singurul membru african al grupului prestigios Forumul Mondial al Liderilor Universitari (Global University Leaders Forum - GULF), din cadrul Forumului Economic Mondial, care este alcătuit din 26 dintre universitățile de top din lume. Cinci absolvenți, membri ai cadrului didactic și cercetători asociați cu UCT au câștigat Premiul Nobel. Începând cu martie 2020, 35 de membri ai personalului UCT sunt cercetători de gradul A (cercetători de frunte la nivel internațional), gradați de către Fundația Națională de Cercetare (constituind 30% din totalul național), iar 88 de angajați sunt membri ai Academiei de Științe din Africa de Sud.

## Istorie

### Istoria timpurie
Universitatea din Cape Town a fost înființată în 1829 ca Colegiul Sud-african, un liceu pentru băieți. Colegiul avea o mică instituție de învățământ terțiar, introdusă în 1874. Acest institut a crescut semnificativ după 1880, când descoperirea aurului și a diamantelor în nordul țării - și a cererii ulterioare pentru competențe profesionale în minerit - i-a dat impulsul financiar care a permis dezvoltarea institutului. Colegiul sa dezvoltat într-o universitate deplină între anii 1880 și 1900, datorită creșterii finanțărilor din surse private și guvernamentale.
În acești ani, Colegiul a construit primele laboratoare dedicate de știință și a înființat departamentele de mineralogie și geologie pentru a răspunde nevoilor de personal calificat din industriile emergente ale țării (exploatarea diamantelor și aurului). Stema universității a fost introdusă în 1859 de către Charles Davidson Bell, Surveyor-General (Proiectantul General) al Coloniei Capului. Bell a fost un artist renumit, care a proiectat, de asemenea, diverse medalii și ștampila triunghiulară Cape. Un alt eveniment cheie din această perioadă a fost admiterea femeilor. În 1886, profesorul de chimie, Paul Daniel Hahn, a convins consiliul universității să admite patru femei în clasa sa de chimie pentru o perioadă de probă. Datorită standardului de muncă excepțional al studentelor, Colegiul a decis să admită femei în permanență, în onoarea jubileului de diamante a Reginei Victoria din 1887.
Între anii 1902 și 1918, s-a văzut înființarea Școlii de Medicină, introducerea cursurilor de inginerie și înființarea Departamentului de Educație. UCT a fost înființată în mod oficial ca o universitate prin statutul Parlamentului Africii de Sud la 2 aprilie 1918, pe baza legământului lui Alfred Beit și a unor donații substanțiale suplimentare de la magnații minieratului Julius Wernher și Otto Beit. Noua universitate a atras, de asemenea, sprijin semnificativ din partea mai multor susținători din orașul Cape Town și, pentru prima dată, a unei subvenții semnificative de la stat.
În 1928, universitatea a reușit să mute cea mai mare parte a facilităților sale pe un amplasament magnific din moșia Groote Schuur, pe versanții muntelui Devil's Peak; acest teren a fost lăsat moștenire de către Cecil John Rhodes pentru a deveni locul unei universități naționale. UCT și-a sărbătorit centenarul în anul 1929.

### Perioada apartheid
În deceniile următoare, UCT s-a stabilit treptat ca o universitate de top de cercetare avansată și educație. De asemenea, UCT și-a câștigat porecla „Moscova de pe deal” în perioada 1960-1990 pentru opoziția sa continuă față de apartheid, în special în contextul sistemului învățământului superioare.
Universitatea a admis primul său grup mic de studenți negri în anii 1920. Numărul studenților negri a rămas relativ scăzut până în anii 1980, când instituția, văzând și încurajând semnele schimbării în țară, s-a angajat la un proces intenționat și planificat de transformare rasială internă. Din anii 1980 până la începutul anilor 1990, numărul studenților negri admiși la universitate a crescut cu 35%. Până în 2004, aproape jumătate din cei 20.000 de studenți ai UCT erau negri și puțin sub jumătate din corpul studenților erau de sex feminin. Astăzi universitatea se mândrește că are unul dintre cele mai diverse campusuri din Africa de Sud.

### Perioada post-apartheid

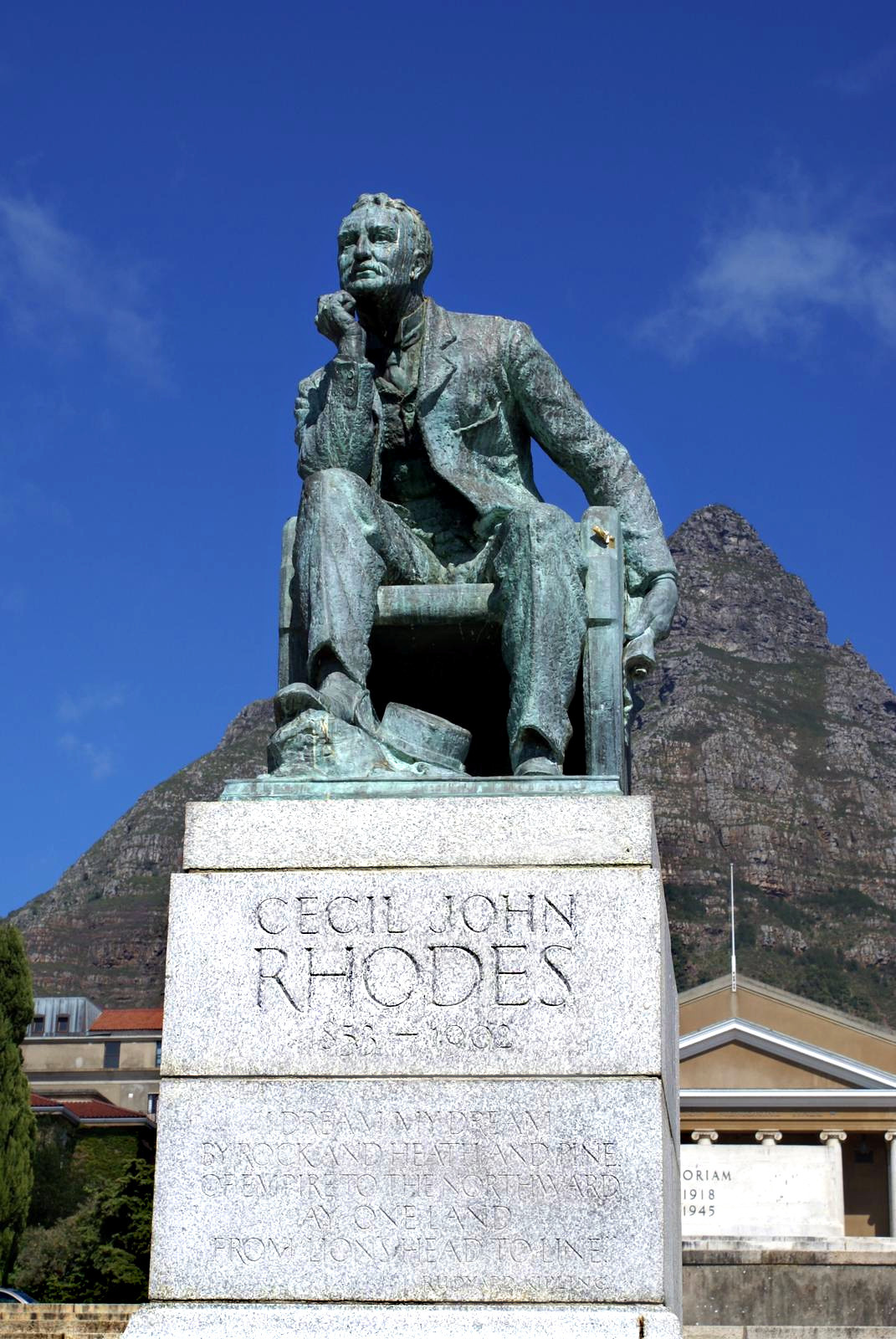
Statuia lui Cecil Rhodes, colonialistul britanic, înainte de a fi mutată în 2015.

Mișcarea Rhodes Must Fall (stilizat ca #RhodesMustFall) a fost o mișcare de protest care a început la 9 martie 2015, îndreptată inițial împotriva unei statui pe campusul universității care îl comemora pe Cecil Rhodes, un colonialist britanic și cel care a lăsat moștenire terenul pe care campusul principal este amplasat. Campania pentru îndepărtarea statuii a primit atenție globală și a dus la o mișcare mai largă de "decolonizare" a educației în toată țara. La 9 aprilie 2015, în urma votului a consiliului universității în noaptea precedentă, statuia a fost înlăturată. De asemenea, în urma cerințelor de "decolonizare", senatul universității a început un proces de reformă curriculară, iar universitatea a început procesul de redenumire a anumitor clădiri de pe campus (cel mai notabil exemplu a fost când sala ceremonială Jameson Hall a fost redenumit în Sarah Baartman Hall în 2019).
În martie 2020, UCT a deschis Institutul de Neuroștiință la Spitalul Groote Schuur în colaborare cu guvernul provinciei Western Cape, devenind primul centru dedicat și interdisciplinar pentru studiul și dezvoltarea tratamentelor pentru afecțiuni neurologice și mentale din Africa.

## Campus

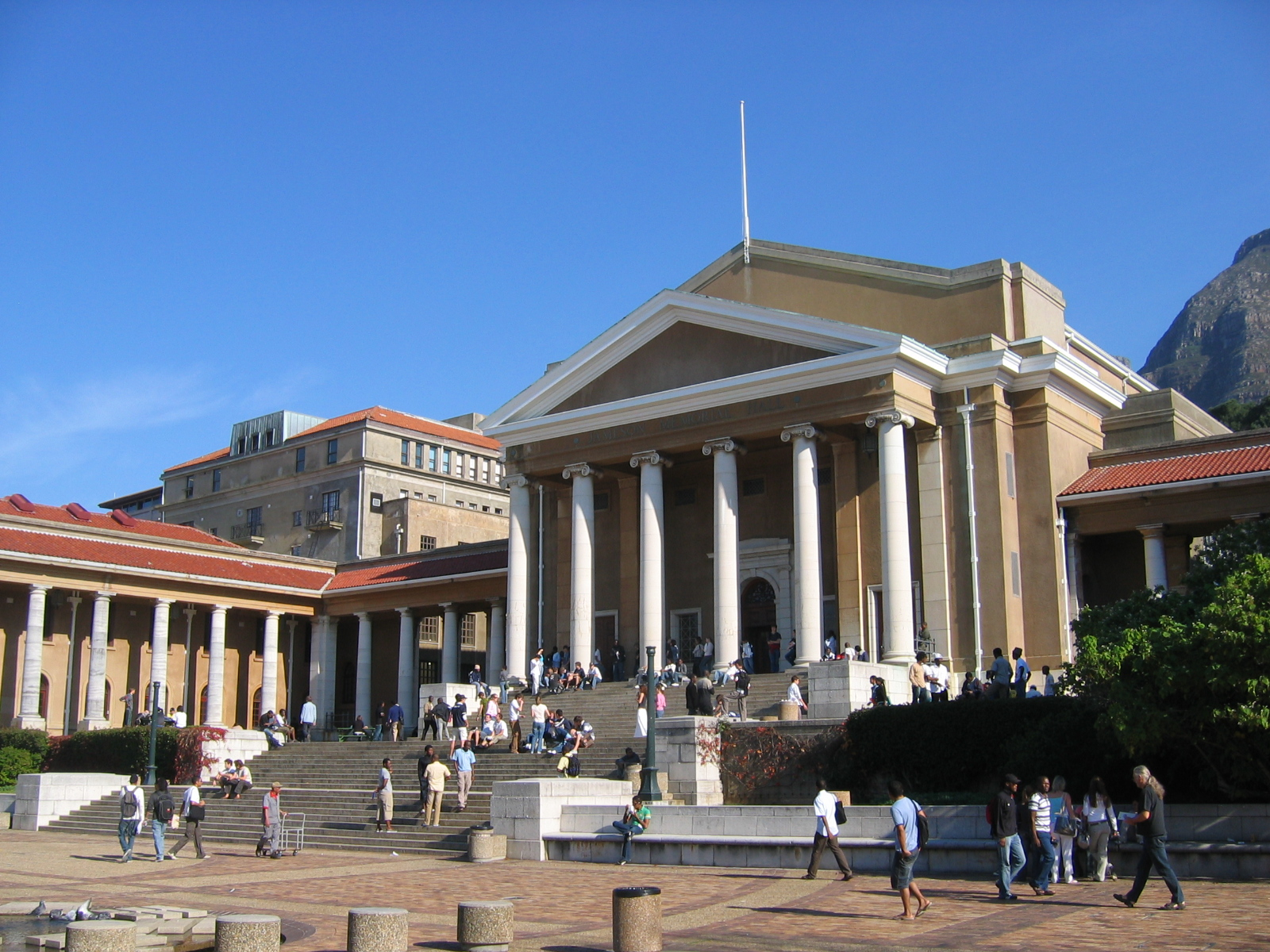
Sala Sarah Baartman (fosta Jameson) și Memorial Plaza, punctul central al campusului principal.

Campusul principal, cunoscut sub numele de Campusul de Sus, este situat pe Moșul Rhodes, pe versanții muntelui Devil's Peak. Acest campus conține, într-o locație relativ compact, facultățile de știință, inginerie, comerț și științe umane (cu excepția departamentelor de arte), precum și căminele studențești Smuts Hall și Fuller Hall. Campusul principal este centrat împrejurul sălii ceremoniale Sarah Baartman Hall, locația pentru absolvire și alte evenimente ceremoniale, precum și un loc de examene.

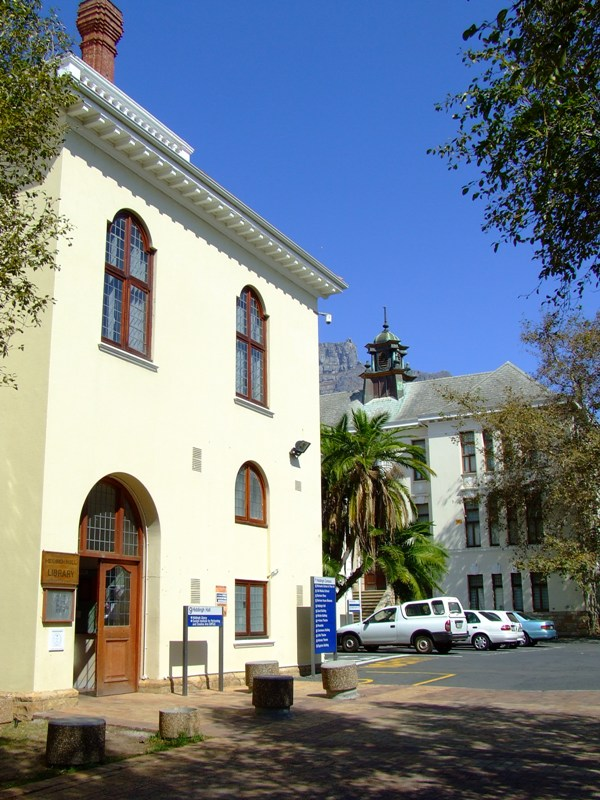
Biblioteca Hiddingh Hall la campusul Hiddingh în centrul orașului.

Clădirile originale și aspectul campusului principal au fost proiectate de arhitectul sud-african J. M. Solomon și construite între anii 1928 și 1930. Din acel moment, multe alte clădiri au fost adăugate pe măsură ce universitatea a crescut. Campusul de Sus găzduiește, de asemenea, biblioteca universitară principală, Biblioteca Cancelarul Oppenheimer, care deține cea mai mare parte a colecției universității de 1,3 milioane de volume de cărți.
Învecinate cu Campusul de Sus, dar separate de acesta prin terenuri de sport universitare și autostrada M3, sunt Campusul de Mijloc și Campusul de Jos. Aceste campusuri, care sunt răspândite prin suburbiile Rondebosch, Rosebank și Mowbray, conțin Facultatea de Drept, Colegiul Sud-african de Muzică, Școala de Economie, majoritatea căminelor studențești, majoritatea birourilor administrative universitare și diverse facilități sportive. Câmpul de fotbal cu iarbă artificială de ultimă generație a fost aprobat de FIFA pentru pregătirea echipelor din Campionatul Mondial de Fotbal din 2010. Campusurile de sus, mijloc și jos sunt adesea denumite împreună „campusul principal”.
Facultatea de Științe Medicale este situată în campusul Școlii de Medicină pe lângă Spitalul Groote Schuur în suburbia Observatory. Departmentele de Arte Plastice și Teatru sunt situate în campusul Hiddingh din centrul orașului. Clădirea originală a universității, cunoscută acum sub numele de Clădirea Egipteană, în campusul Hiddingh, a fost construită în stilul Egyptian Revival. Singurul alt campus construit în acest stil a fost Colegiul Medical din Virginia din Richmond, Virginia din Statele Unite. UCT Graduate School of Business, școala de business al universității, este situată pe campusul Breakwater Lodge în cartierul Victoria & Alfred Waterfront.
Teatrul Baxter, fiind parte din UCT, este amplasată pe Campusul de Jos și are trei săli mari:
- Teatrul principal cu 665 de locuri
- Sala de concerte cu 638 de locuri, și cu un organ "Von Beckerath"
- Studioul "Golden Arrow" cu 172 de locuri

Pentru contribuția sa a terenului pe care este amplasat campusul principal, în 1934 a fost ridicată o statuie de bronz a lui Cecil Rhodes pe Campusul de Sus, cu vedere la terenurile de rugby ale universității și restul campusului principal. Statuia a fost scoasă în aprilie 2015, în urma presiunilor grupurilor de studenți, datorită reprezentării sale din trecutul colonialist al țării și reprezentarea necorespunzătoare a universității a studenților și angajaților negri.

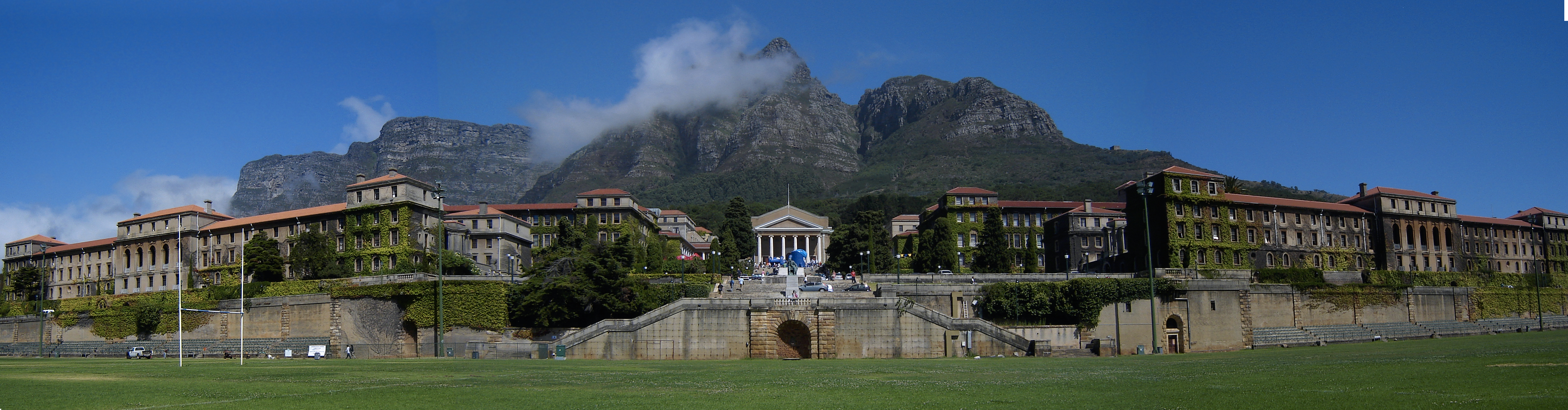
O panoramă a Campusul de Sus al Universității din Cape Town.

## Organizare

### Administrare și guvernare
Universitatea din Cape Town a fost inițial încorporată ca universitate de stat printr-un statut al Parlamentului Africii de Sud în 1918. În prezent este încorporat și organizat printr-un statut instituțional emis în 2002 în conformitate cu prevederile Legii învățământului superior din 1997.
Șeful titular al universității este cancelarul; aceasta este o poziție ceremonială fără putere executivă. Rolul principal al cancelarului este de a conferi diplome în numele universității și de a reprezenta universitatea în restul lumii. Actualul cancelar este antreprenorul și filantropul dr. Precious Moloi-Motsepe, care a fost ales în noiembrie 2019 și și-a asumat rolul la 1 ianuarie 2020 după expirarea celui de-al doilea mandat consecutiv al doamnei Graça Machel.
Consiliul universității este cea mai înaltă structură decizională și de numire în universitate. Cu atribuțiile sale cuprinzătoare de guvernare în domenii precum strategia, bunăstarea și misiunea universității, este direct răspunzătoare în fața guvernului țării prin intermediul ministrului învățămâtului superioare, în prezent dr. Blade Nzimande, pentru probleme legate de universitate. Consiliul are 30 de membri care sunt reprezentați ai multor părți interesate, cum ar fi, printre altele, studenți, angajați și funcționari ai primăriei orașului Cape Town, premierului provinciei Western Cape și Ministerul Învățământului Superior. Președintele Consiliului este în prezent Sipho Pityana. Grefierul, care este în prezent Royston Pillay, are rolul de secretar al Consiliului și Senatului, supraveghează înscrierea la studii și aspectele juridice și administrează Convocarea.
Convocarea, formată din absolvenți, vice-cancelar, vice-cancelari adjuncți, corpul didactic, profesori emeriti și profesori asociați emeriti, este un organism statutar administrat de Oficiul grefierului, care oferă o platformă pentru participarea foștilor membri ai universității în a adresa probleme și alte aspecte care afectează universitatea. Condus de președintele Convocării, în prezent prof. Eddy Maloka, Convocarea poate face recomandări și poate adopta rezoluții care nu au caracter obligatoriu în Adunările generale anuale.
Leadership Lekgotla este o structură de coordonare administrativă și un organ decizional, formată din directori superiori ai universității care supraveghează zilnic activitatea universității. Este totuși inferior și cu responsabilități diferite față de Consiliul Universității, care este un organ stabilit prin statutul universității și care exercită guvernarea supremă asupra universității. Membrii ai structurei Leadership Lekgotla sunt manageri superiori care supraveghează diferite domenii ale operațiunilor și politicilor universității. Cel mai înalt executiv este vice-cancelarul (clasat sub cancelarul în protocolul ceremonial și ordinea de precedență a universității) este șeful de facto și directorul executiv al universității, în prezent prof. Mamokgethi Phakeng numită în iulie 2018, care răspunde față de Consiliu. Prin urmare, în sensul românesc, vice-cancelarul este rectorul universității. Sub ea se află vice-cancelarii adjuncți de transformare internă (în prezent prof. Loretta Feris), de cercetare și internaționalizare (în prezent prof. Susanne Harris) și de predare și învățare (în prezent prof. Lis Lange). Directorul de operațiuni, în prezent dr. Reno Morar, reunește și supraveghează domeniile funcționale, de sprijin și tehnice ale operațiunilor universității.
| Cancelarii și vice-cancelarii universității | Cancelarii și vice-cancelarii universității          | Cancelarii și vice-cancelarii universității | Cancelarii și vice-cancelarii universității |
| Cancelar                                    | Cancelar                                             | Vice-cancelar (Rector)                      | Vice-cancelar (Rector)                      |
| Perioadă                                    | Nume                                                 | Perioadă                                    | Nume                                        |
| ------------------------------------------- | ---------------------------------------------------- | ------------------------------------------- | ------------------------------------------- |
| 1918–1936                                   | ARS Prințul de Wales (viitorul Eduard al VIII-lea)   | 1918–1938                                   | Sir John Carruthers Beattie                 |
| 1936–1950                                   | Mareșalul Jan Smuts                                  | 1938–1947                                   | AW Falconer                                 |
| 1950–1967                                   | Onorabilul Judecător Albert van der Sandt Centlivres | 1948–1955                                   | TB Davie                                    |
| 1950–1967                                   | Onorabilul Judecător Albert van der Sandt Centlivres | 1956–1957                                   | RW James (interimar)                        |
| 1950–1967                                   | Onorabilul Judecător Albert van der Sandt Centlivres | 1958–1967                                   | Jacobus Duminy                              |
| 1967–1999                                   | Harry Oppenheimer                                    | 1968–1980                                   | Sir Richard Luyt                            |
| 1967–1999                                   | Harry Oppenheimer                                    | 1981–1996                                   | Stuart J Saunders                           |
| 1967–1999                                   | Harry Oppenheimer                                    | 1996–2000                                   | Mamphela Ramphele                           |
| 1999–2019                                   | Graça Machel                                         | 2000-2008                                   | Njabulo Ndebele                             |
| 1999–2019                                   | Graça Machel                                         | 2008–2018                                   | Max Price                                   |
| 2019–prezent                                | Precious Moloi-Motsepe                               | 2018–prezent                                | Mamokgethi Phakeng                          |

### Cadrele academice
Universitatea este formată din șase facultăți, care sunt alcătuite din 57 de departamente. Facultățile sunt conduse de un decan, iar aspectele administrative și operaționale sunt administrate de un director. Senatul a delegat puteri substanțiale facultăților în materie academică în cadrul protocolului intern și al managementului lor, cum ar fi aspectele referitoare la programele de clasă, cerințele de admitere, exmatriculări, examene, proiecte de cercetare și așa mai departe. Facultățile variază în mod substanțial în ceea ce privește dimensiunea studenților și în clădirile ocupate, Facultatea de Comerț având cea mai mare populație de studenți, iar Facultatea de Drept având cea mai mică, în timp ce Facultatea de Științe Umaniste ocupă cele mai multe clădiri urmată de Facultatea de Științe Medicale, cu Facultățile de Comerț și Drept având de departe cea mai mică amprentă fizică.
În pofida unităților și centrelor de cercetare interdisciplinare, există structuri academice suplimentare care scapă de structura organizațională bazată pe facultăți. Centrul multidisciplinar de dezvoltare a învățământului superior se află la un nivel egal cu facultățile. De asemenea, școala postuniversitară de business, UCT Graduate School of Business, are o independență substanțială față de afacerile sale interne, deși face parte nominal din Facultatea de Comerț. Școala interdisciplinară de tehnologia informației, care cuprinde Departamentul de Sisteme Informatice și Departamentul de Informatică din Facultățile de Comerț și Știință, nu este nici o facultate, nici un departament, ci un mecanism de coordonare pentru promovarea educației și cercetării IT.

## Facultăți
Departamentele facultăților sunt enumerate după cum urmează:
Facultatea de Comerț
- Colegiul de Contabilitate
- Departamentul de Finanțe și Fiscalitate
- Departamentul de Sisteme Informatice
- Școala de Economie (înființată în comun cu Facultatea de Științe Umaniste)
- Școala de Studii de Management
- UCT Graduate School of Business, școala postuniversitară de business

Facultatea de Drept
- Departamentul de Drept Comercial
- Departamentul de Drept Privat
- Departamentul de Drept Public

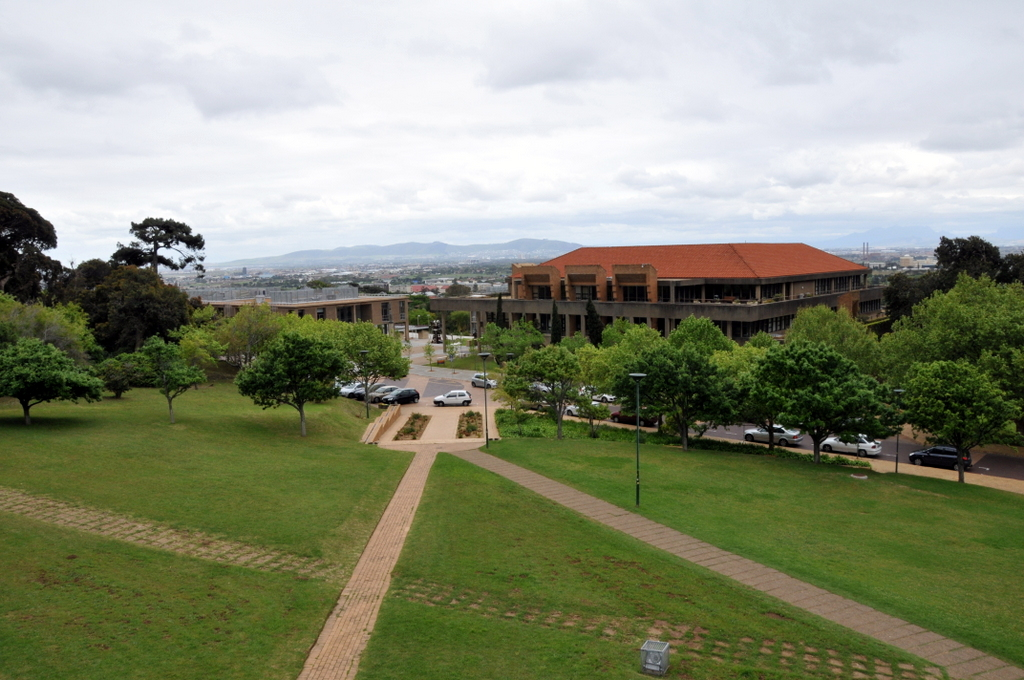
Clădirea Kramer găzduiește Facultatea de Drept. Clădirea din stânga imaginii este Clădirea Administrației Studenților, și în apropiere este și Clădirea Școlii de Economie, ambele clădiri fiind construite în 2011.

Facultatea de Inginerie și Mediul Construit
- Departamentul de Arhitectură, Planificare și Geomatică
- Departamentul de Construcții Civile
- Departamentul de Economie și Management al Construcțiilor
- Departamentul de Inginerie Chimică
- Departamentul de Inginerie Electrică
- Departamentul de Inginerie Mecanică

Facultatea de Științe

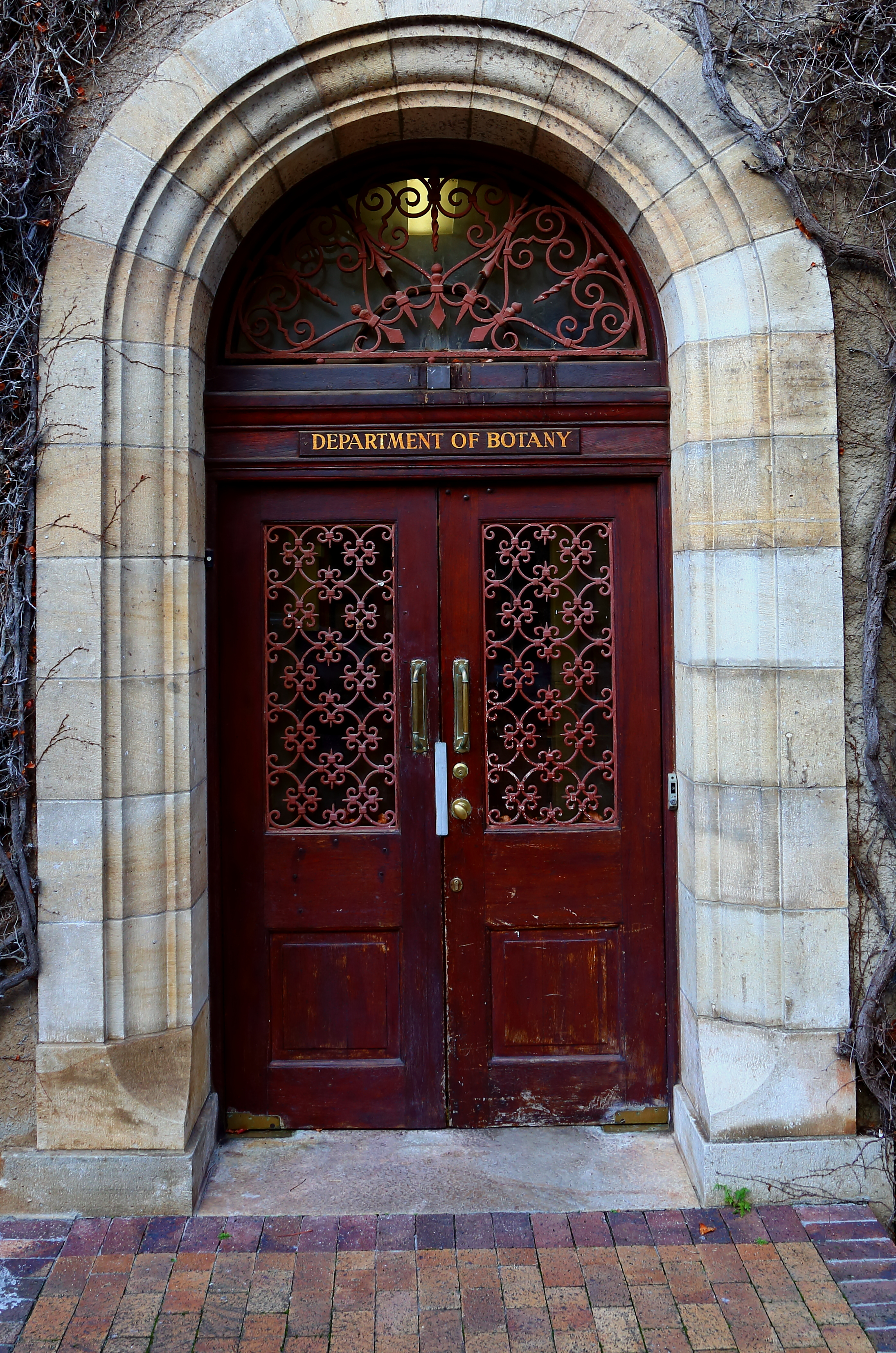
Intrarea la Biblioteca Bolus Herbarium din Clădirea Departamentului de Botanică.

| - Departamentul de Arheologie - Departamentul de Astronomie - Departamentul de Științe Biologice - Departamentul de Chimie - Departamentul de Informatică - Departamentul de Științe de Mediu și Geografice |  | - Departamentul de Științe Geologice - Departamentul de Matematică și Matematică Aplicată - Departamentul de Biologie Moleculară și Celulară - Departamentul de Oceanografie - Departamentul de Fizică - Departamentul de Științe Statistice |  |

Facultatea de Științe Medicale
| - Departamentul de Anestezie și Medicină Perioperatorie - Departamentul de Biologie Umană - Departamentul de Chirurgie - Departamentul de Învățământ a Științelor Medicale - Departamentul de Medicină - Departamentul de Obstetrică și Ginecologie - Departamentul de Patologie |  | - Departamentul de Pediatrie și Sănătatea Copilului - Departamentul de Psihiatrie și Sănătate Mintală - Departamentul de Sănătate Publică și Medicina Familiei - Departamentul de Medicina Radiației - Departamentul de Științe Biomedicale Integrative - Departamentul de Științe Medicale și Reabilitare |  |

Facultatea de Științe Umaniste

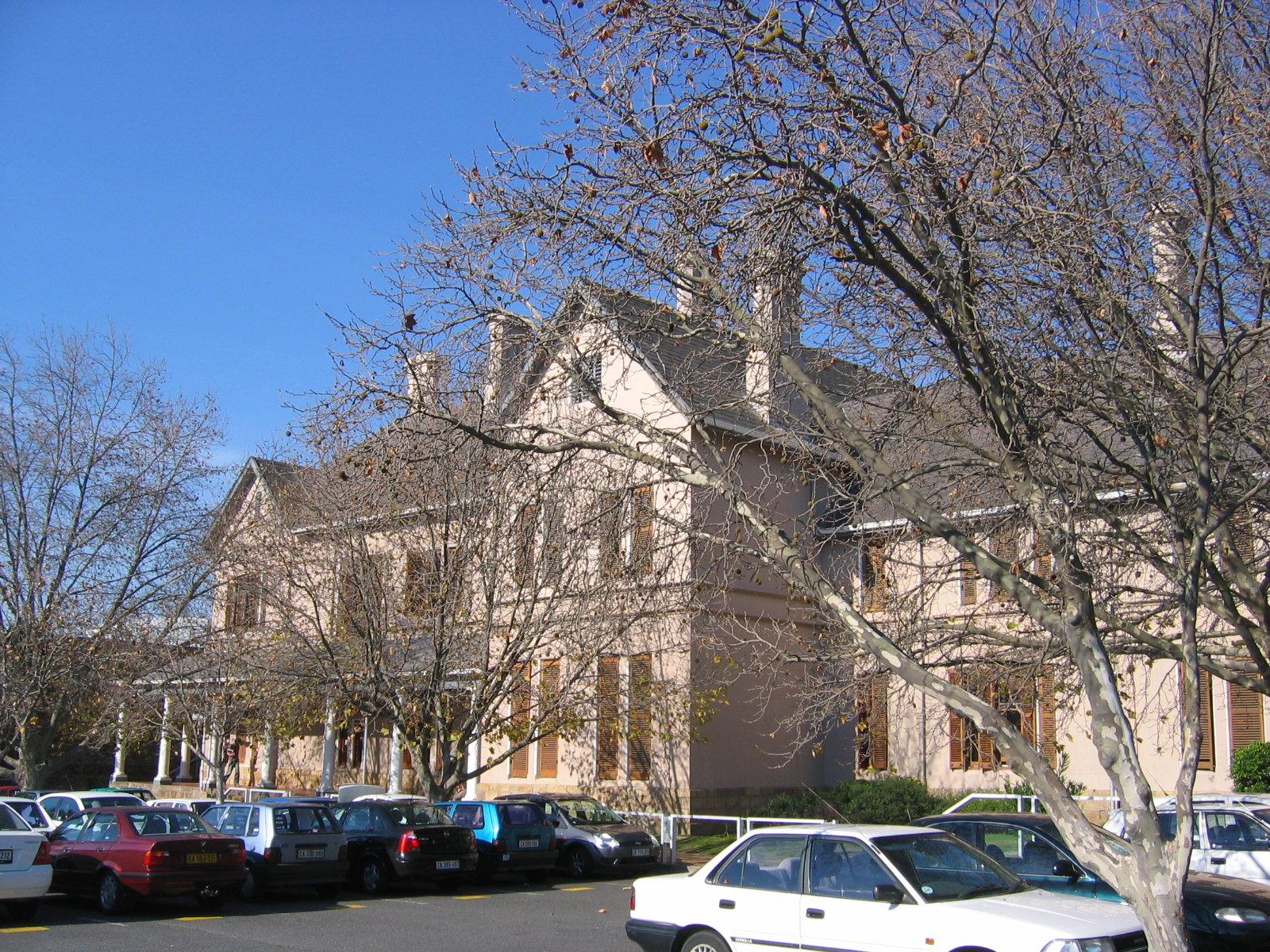
Clădirea Colegiului Sud-african de Muzică, înființată în 1910.

| - Centrul pentru Studii de Film și Media - Colegiul Sud-african de Muzică - Departamentul de Filozofie - Departamentul de Limba și Literatura Engleză - Departamentul de Psihologie - Departamentul de Studii Politice - Departamentul de Studii Religioase - Departamentul de Dezvoltare Socială - Departamentul de Sociologie |  | - Departamentul de Teatru - Departamentul de Studii Istorice - Școala de Arte Plastice Michaelis - Școala de Dans - Școala de Economie (înființată în comun cu Facultatea de Comerț) - Școala de Învățământ - Școala de Limbi și Literaturi - Școala de Studii Africane și de Gen, Antropologie și Lingvistică |  |

## Recunoaștere academică

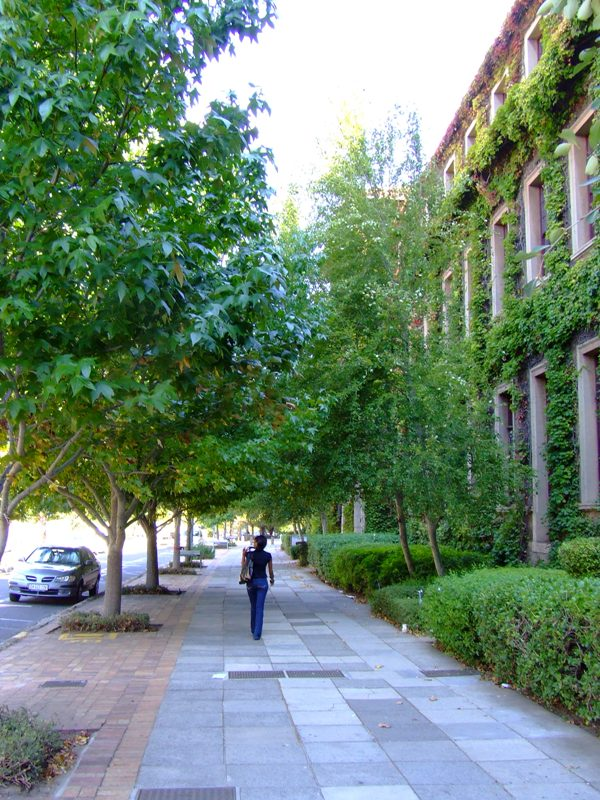
Privind spre sud, pe capătul nordic al Bulevardul Universității din Campusul de Sus.

În clasamentul universitar Times Higher Education World University Rankings, Universitatea din Cape Town a fost clasat pe locul 136 din lume în 2020, și clasamentul universitar QS World University a clasat universitatea pe locul 198 din lume, ceea ce înseamnă că este de departe cea mai bine cotată universitate africană în ambele clasamente universitare. Pe clasamentul din Shanghai, Academic Ranking of World Universities, universitatea este în categoria 301-400, fiind pe primul loc din Africa.
În clasamentul universitar Times Higher Education World University Rankings, cea mai bună cotație a universității fost în 2012 când a fost clasat pe locul 103 din lume. De asemenea, în clasamentul universitar QS World University, cea mai bună cotație a universității a fost în 2014 când a fost clasat pe locul 141 din lume.
Facultățile sale de comerț, drept și medicină sunt clasate în mod constant printre top 100 facultăți la nivel internațional. În 2014, Facultatea de Drept a fost clasat pe locul 40 din lume.

## Resurse financiare
Capitalul de dotare al universității (capitalul financiar și fondurile de investiții pe care universitatea depinde pentru a-și desfășura activitatea) este pusă la dispoziție de către Fundația UCT (o organizație non-profit independentă din punct de vedere juridic) și este administrată de Oficiul de Investiții. Prin campania de strângere de fonduri "Distinguishing UCT", universitatea încearcă să-și ridice dotarea. Începând cu anul 2019, capitalul de dotare desemnată se ridică la R5,5 miliarde ($413 milioane), iar capitalul de dotare nedesemnată se ridică la R676 milioane ($51 milioane), cu R133 milioane ($10 milioane) pentru proiecte de infrastructură (aducând suma totală nedesemnată la R809 milioane ($61 milioane), pe care universitatea își propune să o crească la R1 miliarde ($75 milioane)).
Au existat mai multe campanii la universitate pentru a-și ceda parțial capitalul de dotare. Campania "Fossil Free UCT" începută în 2015 de către activiști de mediu și organizații studențești (precum Inițiativa Green Campus), a pus presiune pe universitate să renunțe la investițiile în companiile de combustibili fosili, ceea ce a dus la o rezoluție fără caracter obligatoriu adoptată de Convocarea universității în 2017 pentru a sprijini cesiunea investiiției. În 2018, grupurile de lobby studențești, în special Frontul de solidaritate palestinian și Consiliul Studenților, au solicitat conducerii universității să se despartă de companii și organizații israeliene care lucrează pe teritoriile ocupate palestiniene (printre alte cerințe), dar, în final, universitatea a refuzat să o facă.
Veniturile universității provin dintr-o combinație de subvenții guvernamentale, taxe de școlarizare, donații, investiții și venituri din cercetare. În exercițiul financiar 2017/2018, universitatea a primit R4,415 miliarde ($331 milioane) din subvenții de la stat, R4,428 miliarde ($331 milioane) din taxe de școlarizare și R539 milioane ($40 milioane) din alte venituri. Separat, ajutorul financiar pentru studenți, inclusiv studenți postuniversitari, s-a ridicat la o sumă de R1,2 miliarde ($90 milioane) obținute de la universitate, guvern (prin schema NSFAS) și partenerii și donatorii universității.

## Studenți și angajați
În 2016, au fost înscriși 29.074 de studenți (18.421 de studenți universitari și 10.653 de studenți postuniversitari) și au fost angajați 4.542 de oameni (1.179 în corpul didactic și 3.363 de angajați profesioniști și administrativi și personal de sprijn și de serviciu).
Planul de echitate pentru ocuparea forței de muncă din UCT (2010 - 2015) a indicat schimbări moderate, dar consistente, în componența demografică a corpului personalului. Planul pe cinci ani a specificat obiective specifice în ajustări a reprezentării personalului negru care variază între aproximativ 5% și 10%. Conform planului, structura personalului s-ar fi schimbat până în 2015 prin realizarea fie a parității între albi și negrii, fie prin angajarea mai multor angajați negri decât albi în toate categoriile, în afară de funcțiile de conferențiar și profesor.
Purtătorul de cuvânt al universității, Elijah Moholola, a menționat că, în 2017, UCT a angajat 45 de profesori albi, 38 de profesori africani negri, colorați sau indieni, 67 de profesori străini și 7 profesori care nu au dezvăluit rasa lor.

### Înscrierea studenților (2009-2013)
Înscrierea studenților pe grupe de populație în perioada 2009-2013, care arată o creștere procentuală:
|                | 2009   | 2010   | 2011   | 2012   | 2013   | 2014   | Creștere % | % din Total |
| -------------- | ------ | ------ | ------ | ------ | ------ | ------ | ---------- | ----------- |
| SA negri       | 5.068  | 5.323  | 5.744  | 6.012  | 6.199  | 6.813  | 28,67%     | 25,23%      |
| SA colorați    | 3.623  | 3.653  | 3.687  | 3.530  | 3.573  | 3.601  | 0,73%      | 13,34%      |
| SA indieni     | 1.630  | 1.681  | 1.671  | 1.701  | 1.714  | 1.813  | 11,6%      | 6,72%       |
| SA albi        | 8.984  | 9.183  | 8.992  | 8.814  | 8.434  | 8.093  | -10,69%    | 30%         |
| Internaționali | 3.821  | 4.171  | 4.268  | 4.802  | 4.708  | 4.674  | 19,57%     | 17,32%      |
| Alții          | 886    | 1.003  | 1.146  | 1.191  | 1.488  | 1.993  | 73,28%     | 7,39%       |
| Total          | 24.012 | 25.014 | 25.508 | 26.505 | 26.116 | 26.987 | -0,32%     | 100%        |

## Viața de student

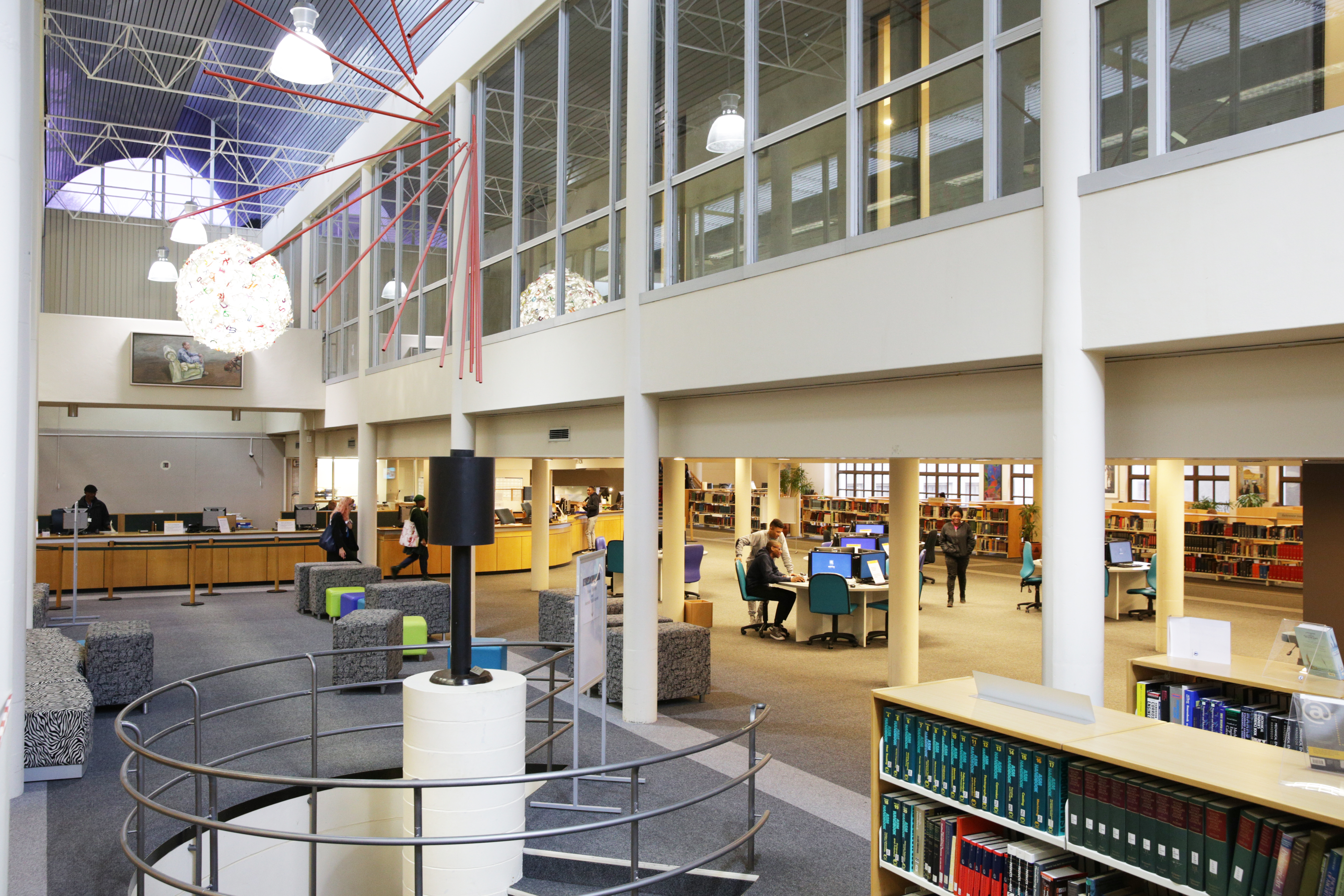
Secțiunea centrală a Bibliotecii Cancelarul Oppenheimer.

UCT are 36 de cluburi sportive, inclusiv sporturi de echipă, sporturi individuale, sporturi extreme și arte marțiale.
Echipele sportive ale universității, în special echipa de rugby, sunt cunoscute sub numele de „Ikey Tigers” sau „Ikeys”. Porecla „Ikey” își are originea în anii 1910 ca un epitet antisemit aplicat studenților UCT de către studenții Universității din Stellenbosch, din cauza numărului presupus de mare a studenților evrei din UCT. Stellenbosch este adversarul tradițional al rugby-ului UCT; între cele două universități se joacă un meci anual „Intervarsity”. Clubul de fotbal al Universității din Cape Town, cunoscut și sub numele de „Războinicii Ikeys” (Ikey Warriors) este echipa principală de fotbal, reprezentând universitatea la turnee precum campionatul interuniversitar Varsity Football.
În 2020, existau peste 100 de societăți de studenți la UCT, care se încadrau în cinci categorii:
- Societăți academice pentru cei interesați de un anumit domeniu de studiu sau care studiază un anumit subiect: Printre acestea se numără AIESEC UCT, Societatea de Istorie și Actualități (HCA), Asociația Națiunilor Unite din Africa de Sud (UNASA), Studenții pentru Drept și Justiție Socială ( SLSJ), Institutul de Ingineri Electrici și Electronici, Asociația Studenților Medicali din Africa de Sud și Asociația Spațială din Africa de Sud (SASA-UCT).
- Societăți politice, inclusiv filiale ale organizațiilor de tineret ale partidelor politice naționale, cum ar fi Congresul Studenților din Africa de Sud (SASCO), Organizația Studenților Alianței Democrate (DASO) și Liga Tineretului a Congresului Național African.
- Societăți religioase, unele dintre ele fiind asociate cu culturi religioase sau cu lăcașuri de cult locale, precum Uniunea Sud-africană a Studenților Evrei (SAUJS) și Societatea Studenților Anglicani.
- Societăți naționale/culturale pentru studenții din anumite țări sau origini etnice, precum Asociația Studenților Eleni și Asociația Studenților Asiatici.
- Societăți de interes special pentru cei interesați de diverse activități sau probleme sociale (cum ar fi RainbowUCT (societatea LGBT a universității), Clubul de Munte și Ski, Societatea de Sală de Bal și Latină, Societatea antreprenorilor, Societatea vinului și cultural, Societatea de producție DJ, Societatea de investiții, Societatea de film, Societatea de Bhakti Yoga și Societatea de modă).

În plus față de multitudinea de societăți studențești, există și multe organizații studențești dedicate dezvoltării comunităților din jurul universității din orașul Cape Town. Unele dintre cele mai mari includ: SHAWCO, Ubunye și RAG. Recent, s-au dezvoltat mai multe mișcări de studenți, precum Inițiativa Campus Verde (Green Campus Initiative).

## Cămine studențești

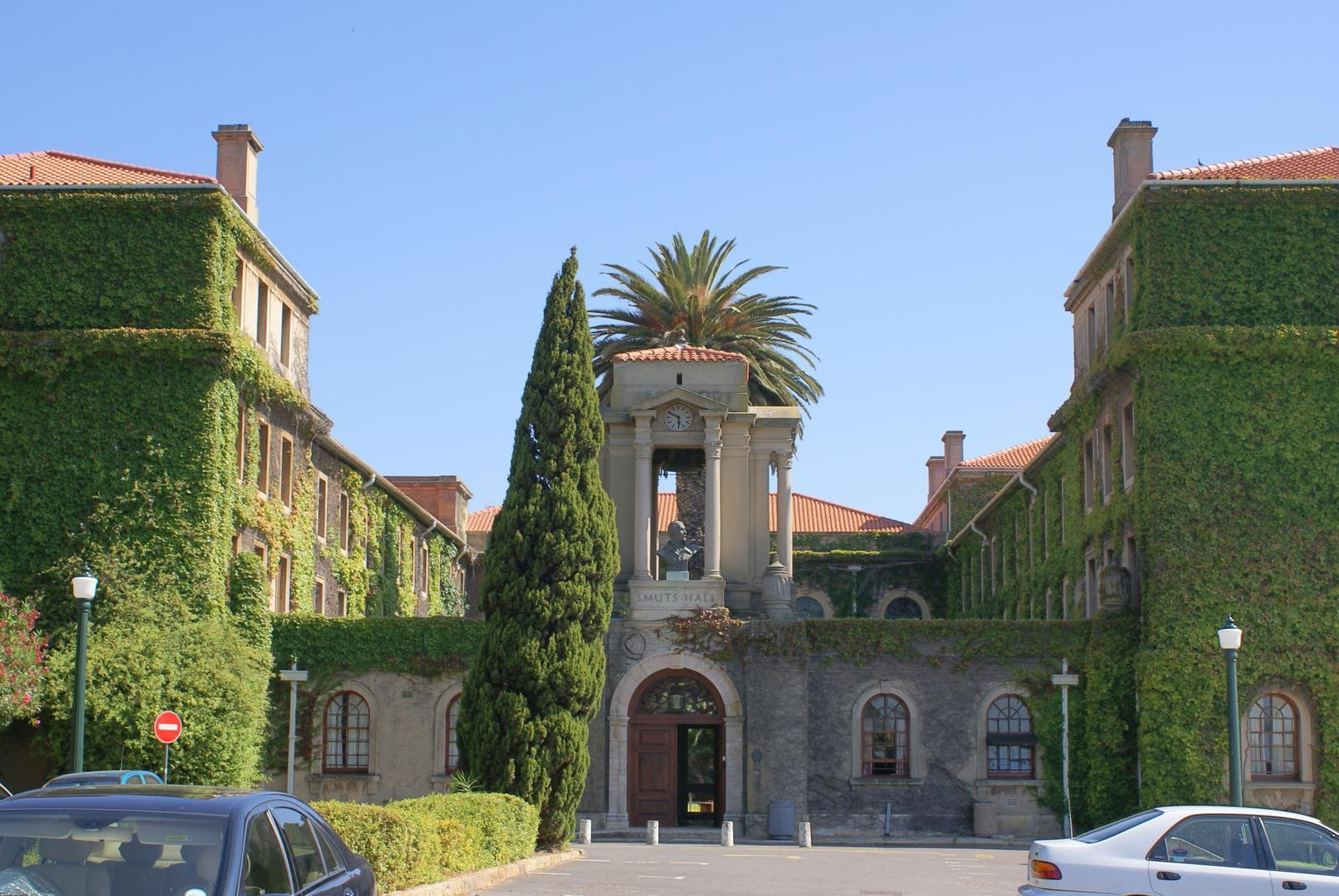
Smuts Hall, un cămin studențesc pe Campusul de Sus construit în 1928.

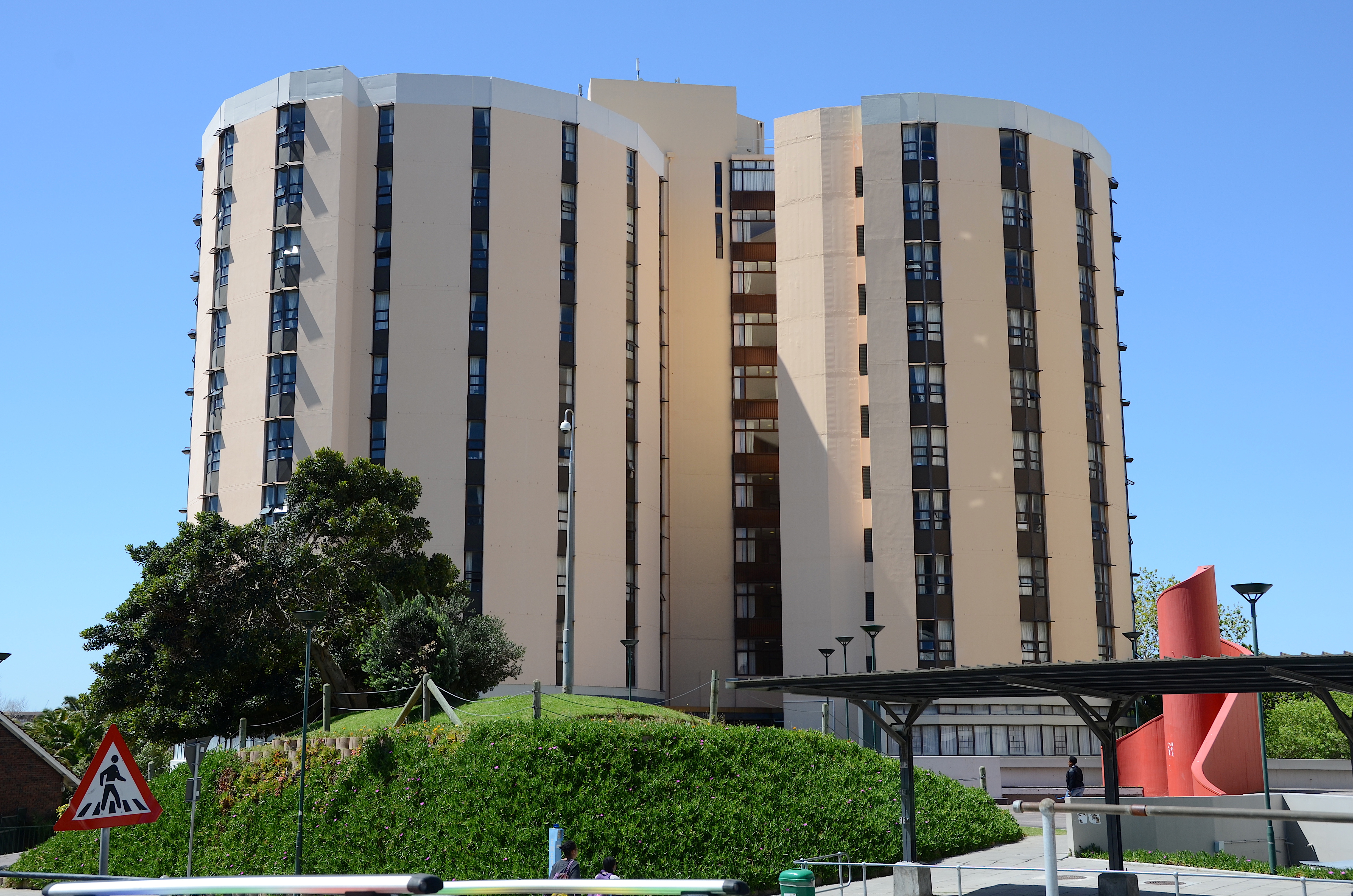
Tugwell Hall, un cămin studențesc pe Campusul de Jos construit în 1974.

Căminele studențești din Africa de Sud sunt cunoscute sub numele de reședințe studențești (student residences, sau "rez" în mod colocvial). Universitatea din Cape Town are cea mai veche cămină studențească din Africa, College House, fiind înființată în 1887.
Următoarele sunt căminele studențești:
| - Baxter Hall - Clarinus Village (compusă din Clarinus și Casa Clarendon) - College House - Dullah Omar Hall - Fuller Hall - Glendower (Glenres) - Graca Machel Hall - Kilindini - Kopano Residence - Leo Marquard Hall |  | - Rochester House - Smuts Hall - Tugwell Hall - University House - Varietas - Forest Hill - The Woolsack - Obz Square - Liesbeeck Gardens |  |

## Afilieri
Universitatea din Cape Town este membru al următoarelor organizații: World Economic Forum (Global University Leaders Forum (GULF)), Worldwide Universities Network (WUN), Association of African Universities, Association of Commonwealth Universities, Cape Higher Education Consortium, Higher Education South Africa, International Alliance of Research Universities (IARU), African Research Universities Alliance (ARUA) și International Association of Universities.

## Cercetări notabile
- Departamentul de Matematică și Matematică Aplicată este un centru internațional de cercetare în domeniile cosmologiei și topologiei.
- Departamentul de Fizică găzduiește centrul de cercetare UCT-CERN, care este parțial responsabil pentru proiectarea software-ului componentei High Level Trigger din experimentul ALICE la Large Hadron Collider, precum și pentru alte activități legate de ALICE.
- Departamentul de Inginerie Electrică este implicat în dezvoltarea tehnologiei pentru radiotelescopul Karoo Array Telescope (KAT). KAT este un precursor al radiotelescopului Square Kilometre Array, un proiect internațional propus pentru construirea celui mai mare radiotelescop din lume până în 2020. Grupurile de cercetare în domeniul proiectării frecvenței de radio și design digital contribuie la front-end-ul și back-end-ul digital al proiectului KAT.
- Institutul de Boli Infecțioase și Medicină Moleculară (IIDMM) este angajat în cercetarea privind vaccinurile împotriva tuberculozei și dezvoltă vaccinuri anti-HIV potrivite cu epidemia din Africa de Sud.[56]
- Departamentul de Arheologie a găsit unele dintre cele mai vechi dovezi de artă și gândire abstractă din lume la adăpostul de piatră Diepkloof. Mai exact, au fost descoperite cutii gravate pentru coji de ouă de struț datate în urmă cu 60.000 de ani.[57]
- Centrul de Studii Retorice este singurul department academic de acest tip de pe continentul african (director: Philippe-Joseph Salazar).
- Inițiativa OpenUCT (o inițiativă de acces deschis) este finanțată de Fundația Andrew W. Mellon și lucrează pentru ca materialele de cercetare, predare și învățare ale UCT să fie disponibile online.[58] Proiectele majore de cercetare includ Inițiativa Africană pentru Dezvoltarea Climatică (ACDI), Bursa Digitală în domenii de Cunoștințe Emergente și Date Deschise în Guvernanța Învățământului Superior din Africa de Sud și Comunicare Academică în Africa (SCAP).
- Centrul African pentru Orașe este una dintre puținele organizații de cercetare care se concentrează asupra urbanismului din Africa.

## Academicieni notabili
Corpul didactic al universității este foarte recunoscută la nivel național și internațional pentru realizările lor de cercetare și carieră. Fundația Națională de Cercetare din Africa de Sud (NRF) evaluează cercetătorii și mediul academic în funcție de calitatea producției de cercetare din patru categorii. În 2019, 35 de angajați au calificativul A, care înseamnă că sunt lideri recunoscuți la nivel internațional în domeniile lor. Aceasta cuprinde 30% dintre toți cercetătorii cu calificativul A recunoscuți de NRF, ceea ce face din UCT, de departe, universitatea cu cel mai mare număr de astfel de cercetători. Șase cercetători sunt recunoscuți cu calificativul P, ceea ce înseamnă că au potențiali pentru a deveni lideri în domeniile lor. În 2019, 15% din totalul cercetătorilor evaluați de Fundația Națională de Cercetare din Africa de Sud (aproximativ 524) sunt angajați sau asociați cu UCT. Pentru o listă cuprinzătoare și actualizată de cercetători cu calificativele B, Y și C, consultați acest site(în engleză).
În 2019, 19% din cele 42 de catedre de cercetare susținute de organizația Inițiativa Catedrelor de Cercetare din Africa de Sud (SARChI) sunt deținute de cercetători angajați sau asociați ai UCT. 88 de membri ai facultății sunt, de asemenea, membri ai Academiei de Științe din Africa de Sud. Membrii ai corpul didactic au ocupat și poziții în guvern, precum actualul ministrul comerțului și industriei, Ebrahim Patel, și fostul premier al provinciei Western Cape, Helen Zille. Alții au obținut un succes internațional, precum fostul vice-cancelar, Mamphele Ramphele, care a ocupat funcția de vicepreședinte pentru afaceri externe al Băncii Mondiale. Mulți au avut, de asemenea, o carieră proeminentă în comerț și industrie, cum ar fi prof. Alex Watson, care servește la Consiliul de recuperare al companiei Steinhoff.

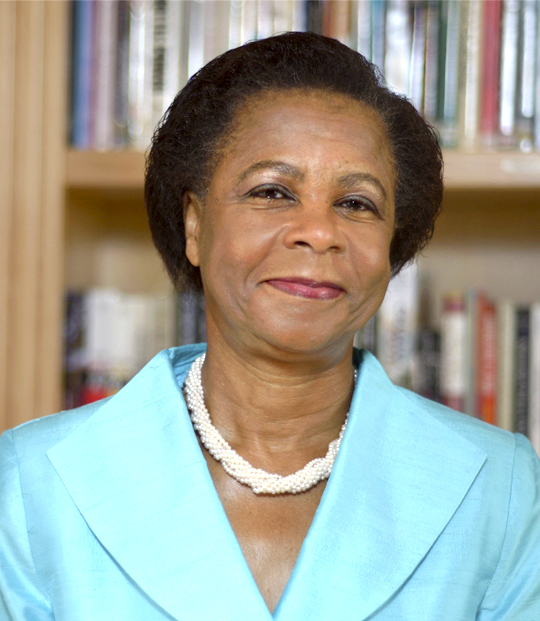
Mamphela Ramphele, fost director general la Banca Mondială, a fost vice-cancelar al universității în perioada 1996-2000; ea a obținut și doctoratul de la UCT.
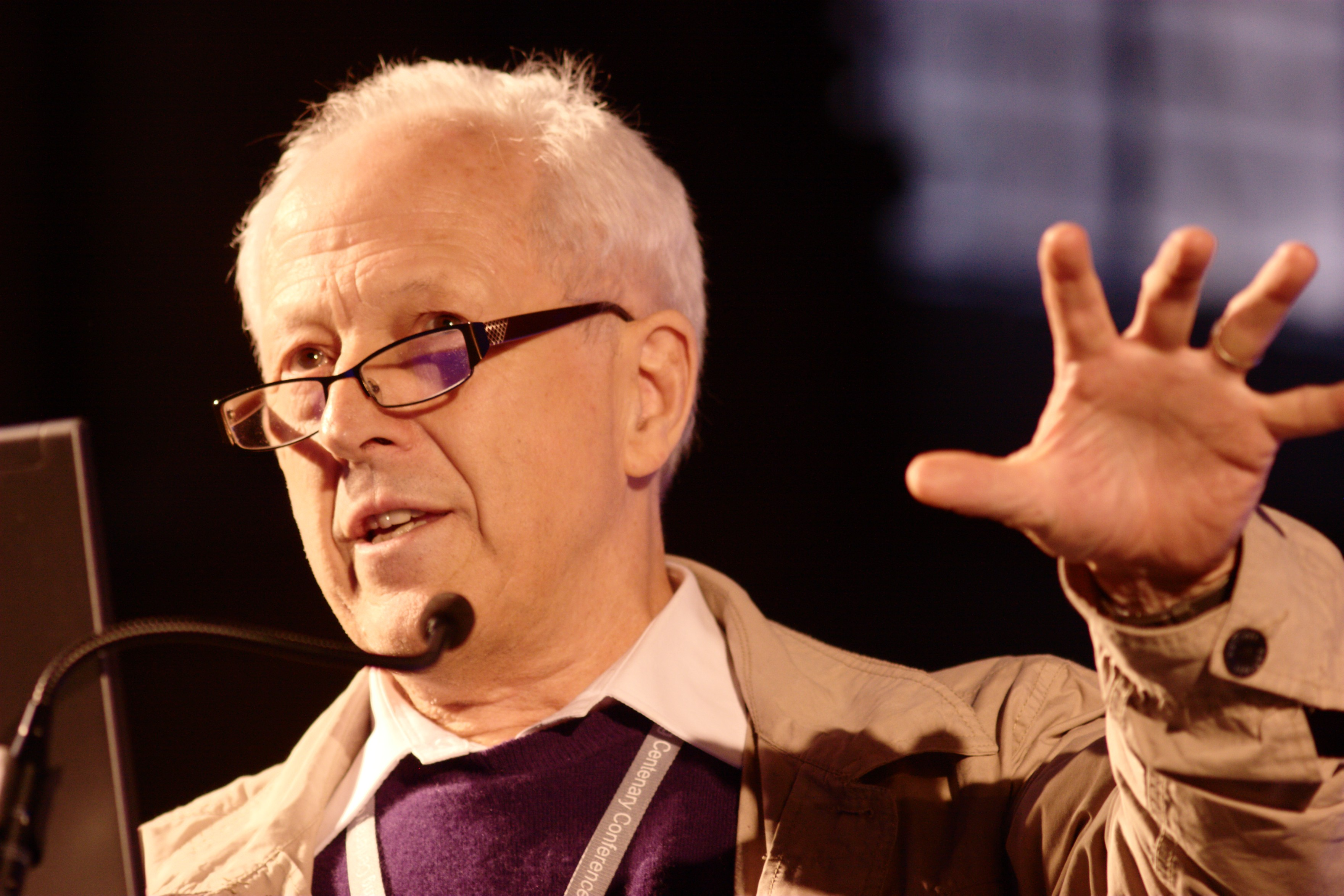
George F. R. Ellis, colaborator cu Stephen Hawking și câștigător al Premiului Templeton din 2004, a fost profesor de matematică aplicată la Facultatea de Științe.
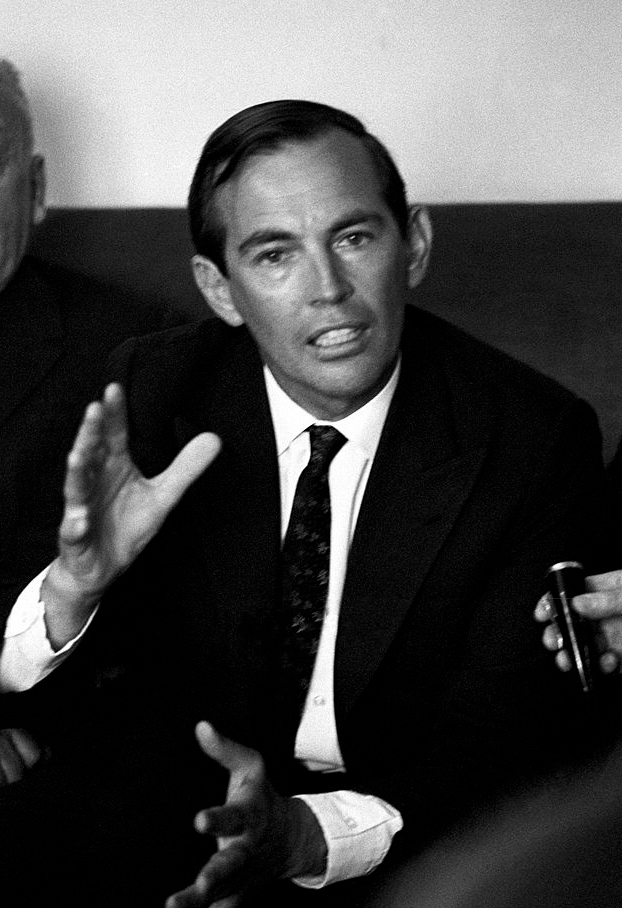
Christiaan Barnard, chirurgul care a operat primul transplant de inimă, a fost profesor și șeful Departamentului de Chirurgie Cardiotoracică la Facultatea de Medicină.

## Absolvenți notabili

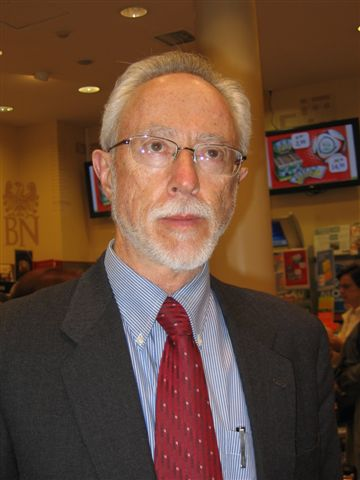
J. M. Coetzee, a primit Premiul Booker de două ori și a primit Premiul Nobel pentru Literatură în 2003. A primit diplome de licentă (cu honours postuniversitar) în limba engleză și matematică de la UCT, unde a fost admis și la masterat. A lucrat pentru 30 de ani la UCT, devenind profesor emerit în 2002.

Absolvenții UCT au obținut cariere proeminente și au devenit academicieni notabili în sine, câștigând notorietate și aclamare pentru realizările și acțiunile lor. În mediul academic, mulți absolvenți au devenit cercetători de gradul A și membri ai unor societăți academice proeminente, cum ar fi Royal Society of London și Academia de Științe din Africa de Sud, și au urmat cariere academice în instituții prestigioase de învățământ superioară, cum ar fi, dar fără a se limita la, Universitatea din Oxford și Universitatea Harvard. Alții, precum Mamphele Ramphele, fosta vice-cancelar, au devenit lideri superiori ai universității în sine.
Mulți absolvenți au fost numiți în funcția de miniștri în guvernul sud-african, au fost judecători ai Curții Constituționale din Africa de Sud și au fost lideri și reprezentanți ai mai multor organizații internaționale. Alții, precum Mark Shuttleworth, au devenit fondatori și șefi ai marilor multinaționale și donatori ai universității. Unii absolvenți sunt memorializați de universitate prin numirea inițiativelor universității, precum Premiul Kelly Capstick-Dale pentru leadershipul studențesc, sau numirea zonelor și clădirilor din campus, cum ar fi Plaza on Chemistry Mall, denumită pentru activistul anti-apartheid Cissie Gool, și clădirea principală a Departamentului de Limba și Literatura Engleză numită după Archibald Campbell Mzolisa Jordan. Mai mult, cinci laureați ai Premiului Nobel sunt absolvenți ai universității:
- Ralph Bunche, politolog și diplomat american, a primit Premiul Nobel pentru Pace în 1950 pentru rolul său în Acordul de armistițiu din 1949 între Israel și țările arabe învecinate.
- Max Theiler, virolog, a primit Premiul Nobel pentru Fiziologie sau Medicină în 1951 pentru dezvoltarea unui vaccin împotriva febrei galbene.
- Profesorul Allan McLeod Cormack, fizician, a primit Premiul Nobel pentru Medicină în 1979 pentru munca sa în tomografia computerizată cu radiație X.
- Sir Aaron Klug, chimist și biofizician, a primit Premiul Nobel pentru Chimie în 1982 pentru dezvoltarea sa de microscopie electronică cristalografică și pentru elucidarea structurală a complexelor acid-proteice nucleice importante din punct de vedere biologic.
- Profesorul Emeritus J.M. Coetzee, scriitor, a primit Premiul Nobel pentru Literatură în 2003.

## Galerie

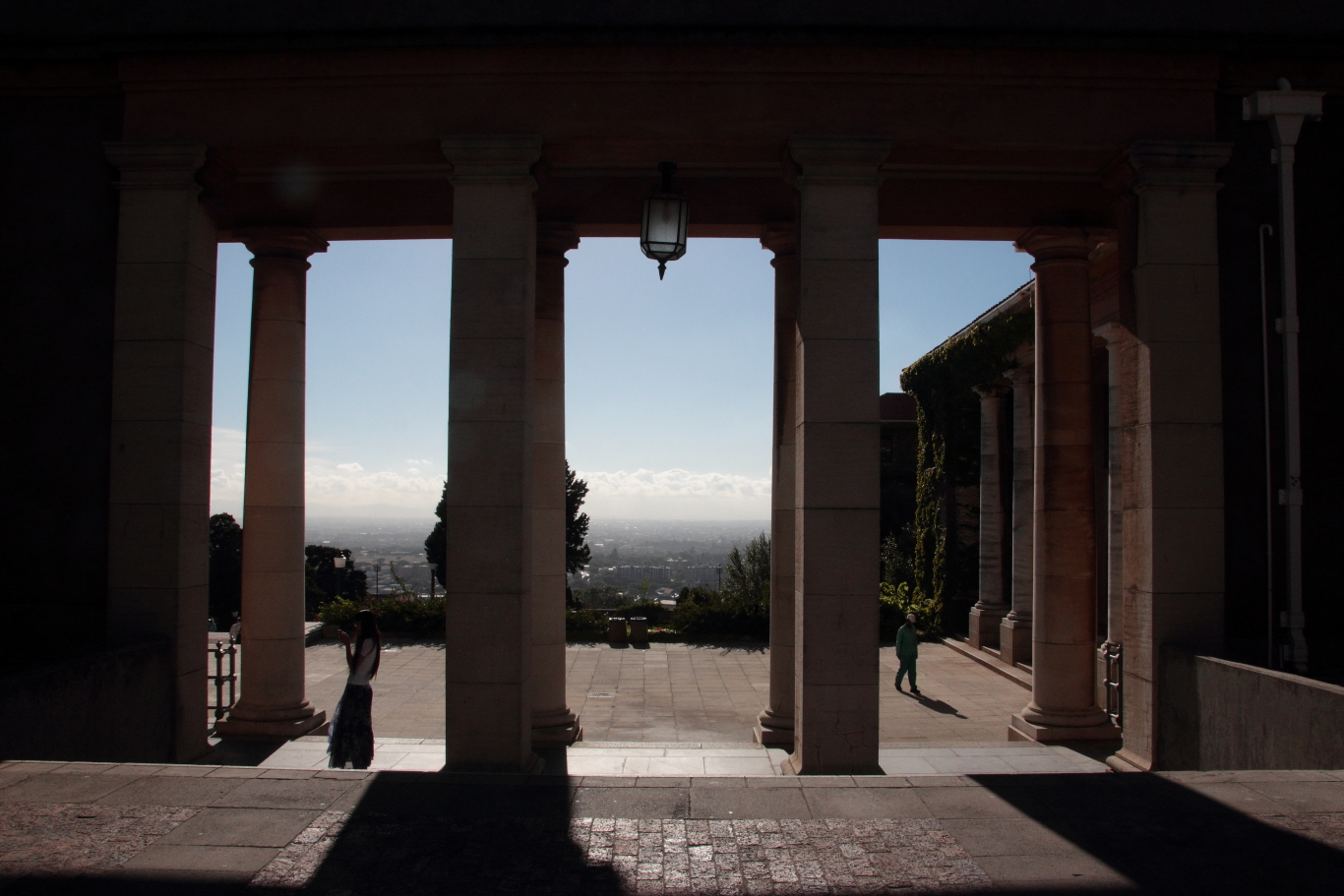
Vedere de pe Campusul de Sus lângă Sala Sarah Baartman.
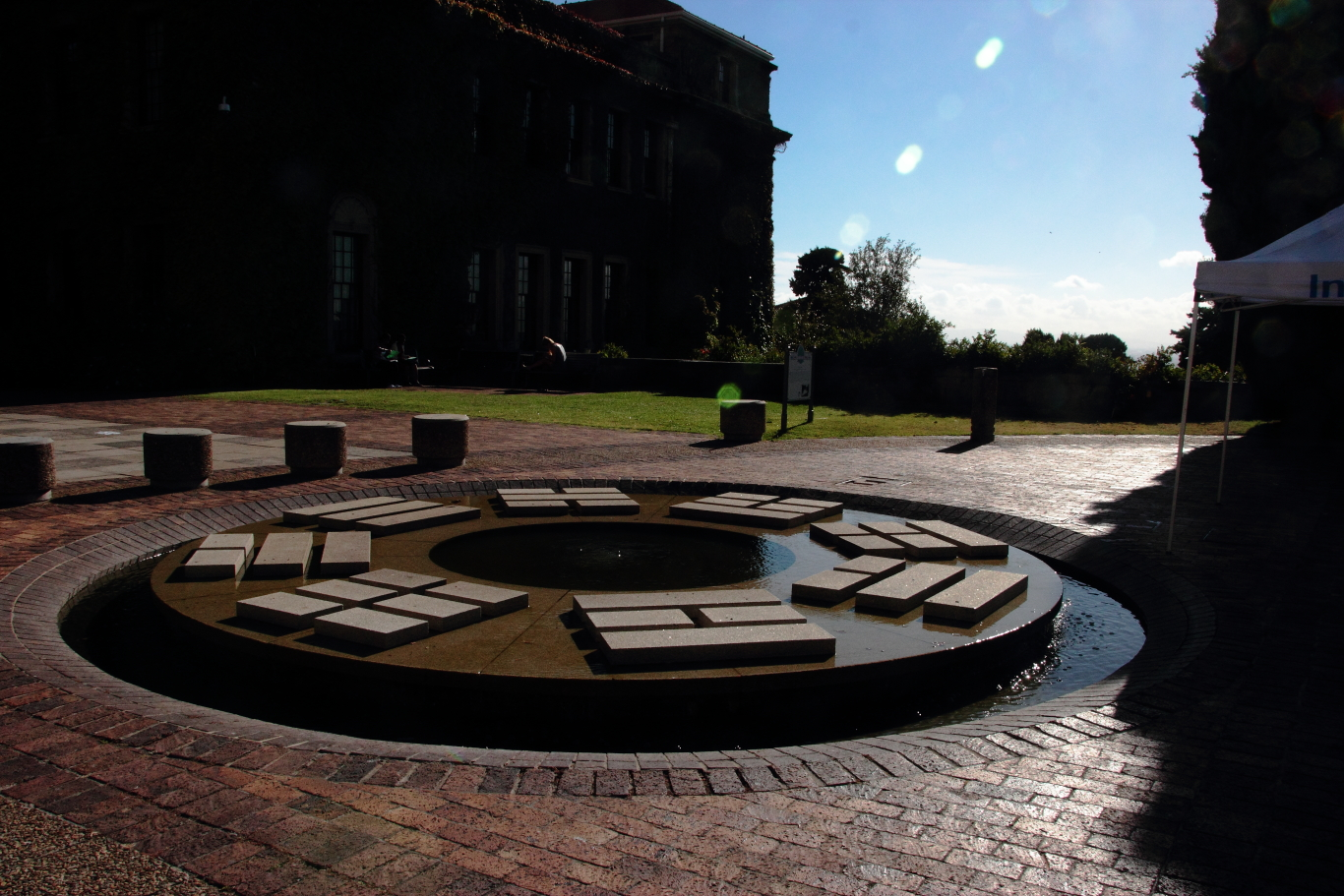
Fântâna Oracle, inspirată de trigramele I Ching pe discul taoist de soare, lângă clădirea Departamentului de Matematică.
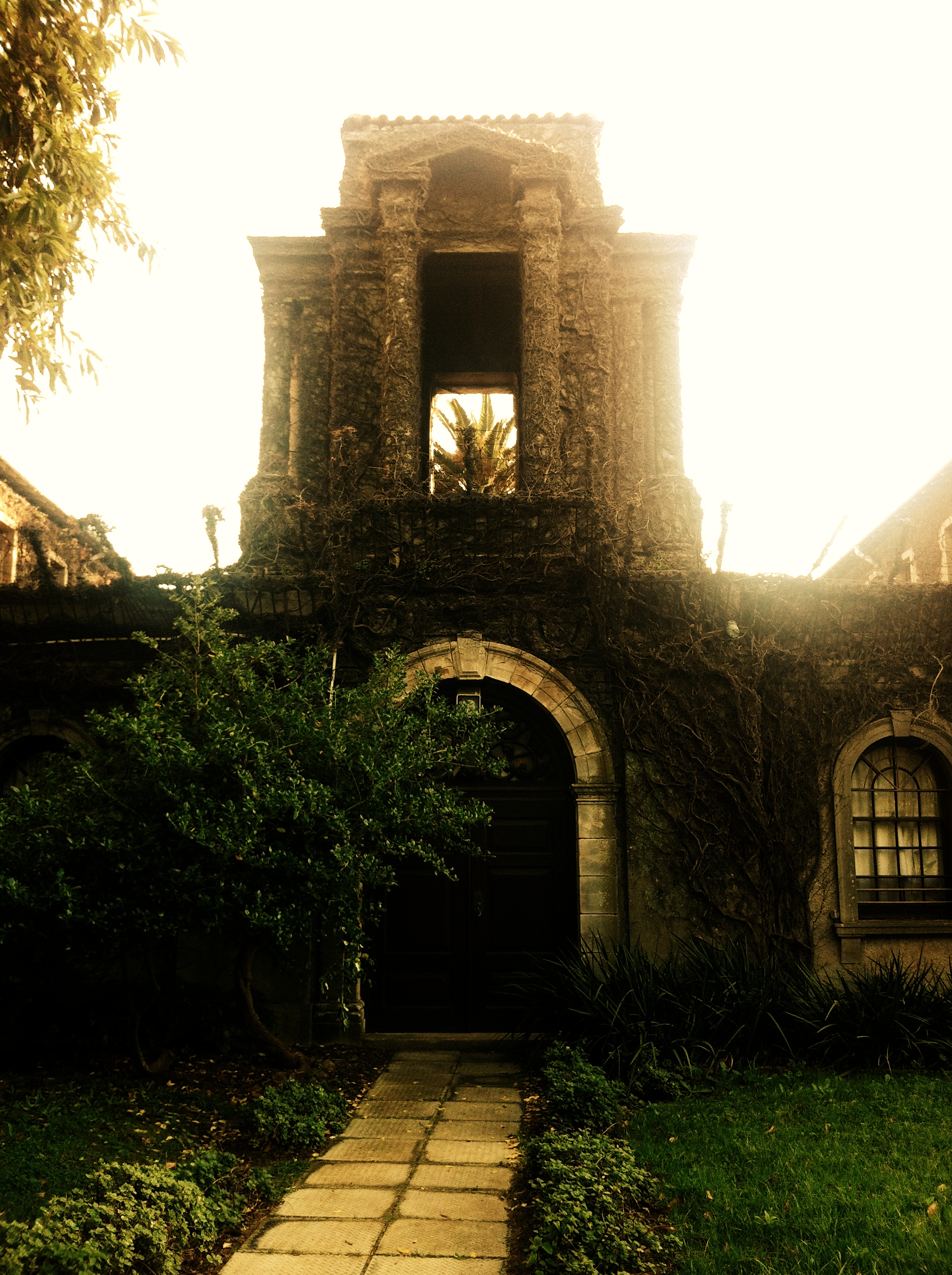
Fuller Hall, un cămin studențesc pe Campusul de Sus construit în 1928.
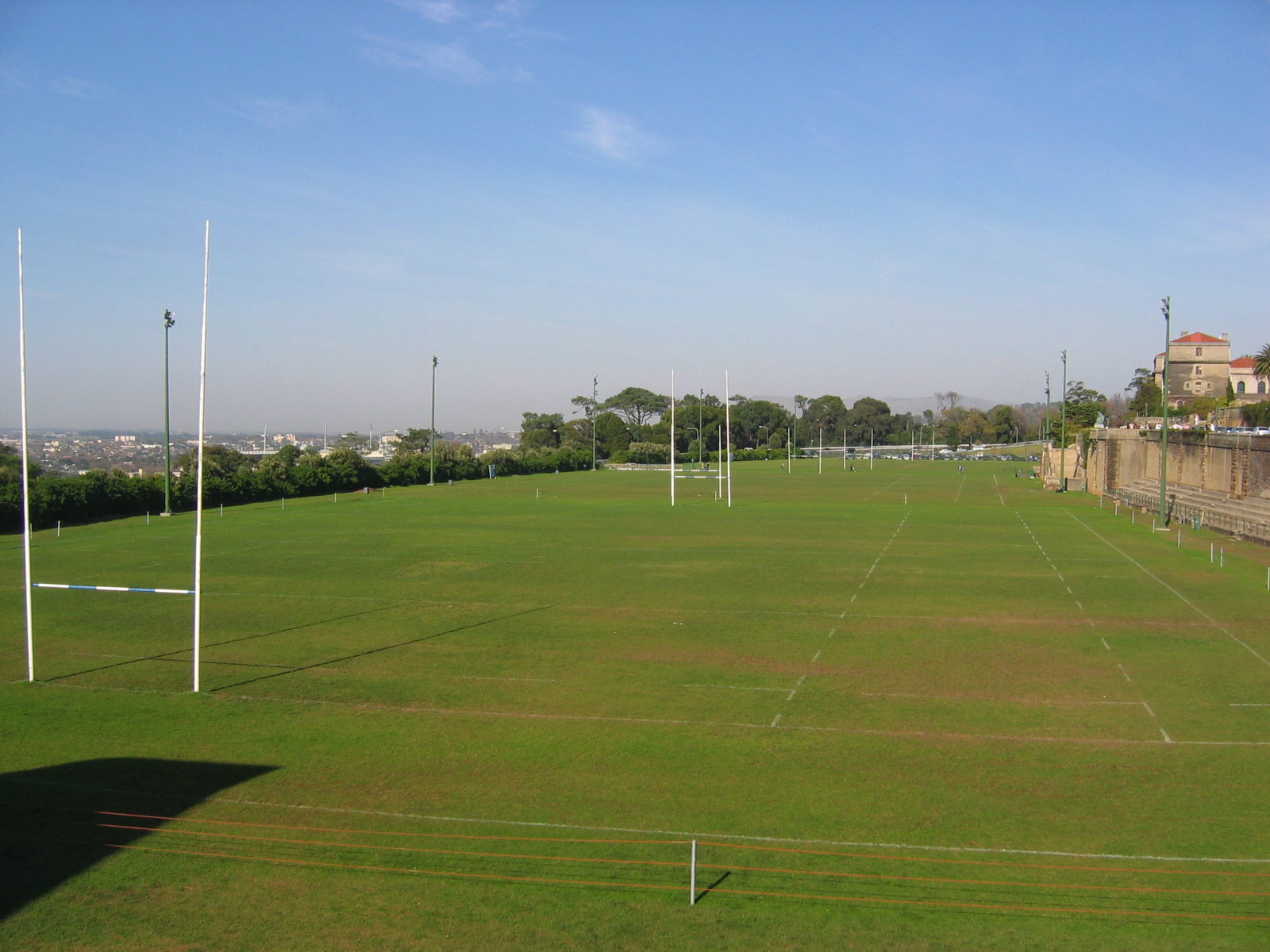
Terenurile de rugby care separă Campusul de Sus de Campusul de Mijloc.
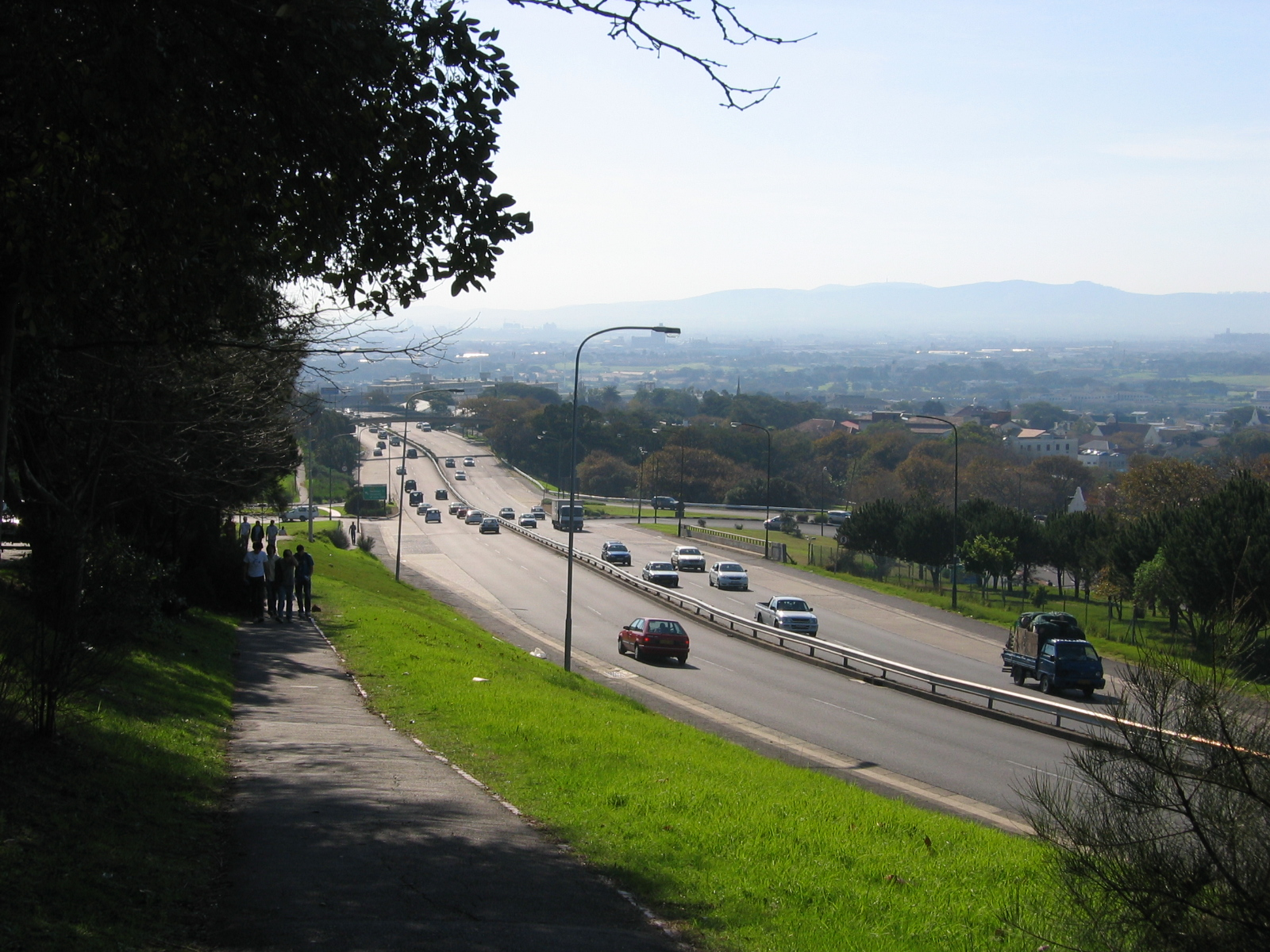
Austrada M3 care separă Campusul de Sus de Campusul de Mijloc. Există un tunel sub autostradă care conectează cele două campusuri.
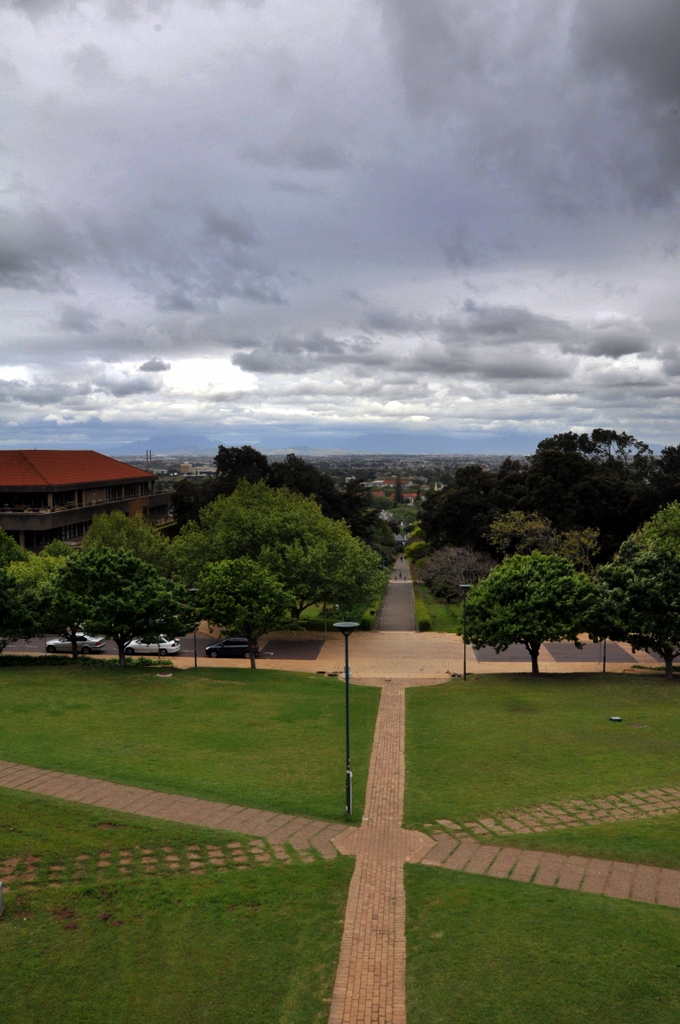
Drumul Japonica, drumul care leagă toate cele trei campusuri din campusul principal; drumul are mai multe plante, inclusiv stejarul și floare japonica.
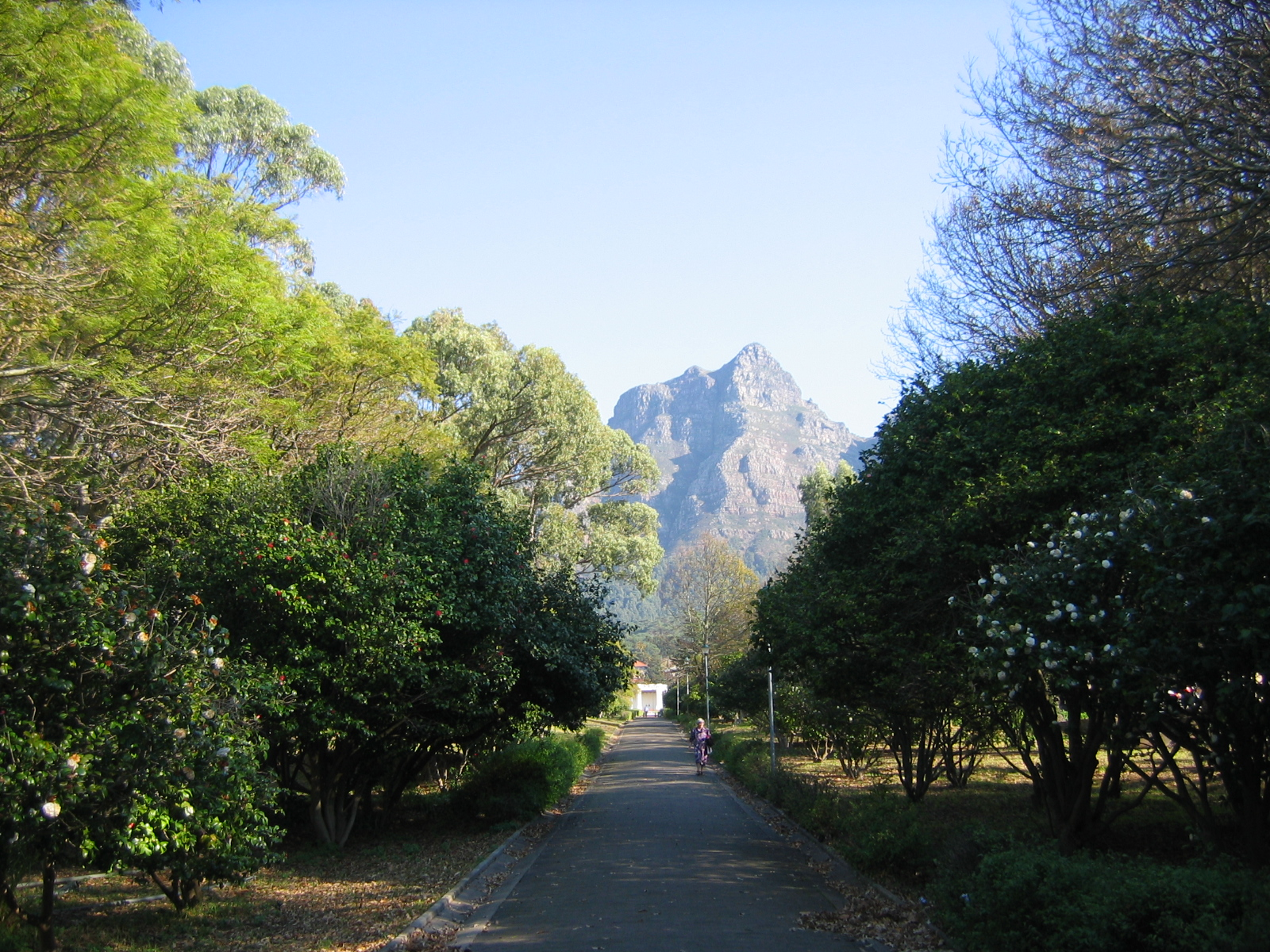
Druml Japonica, vedere spre pavilionul "Summer House".
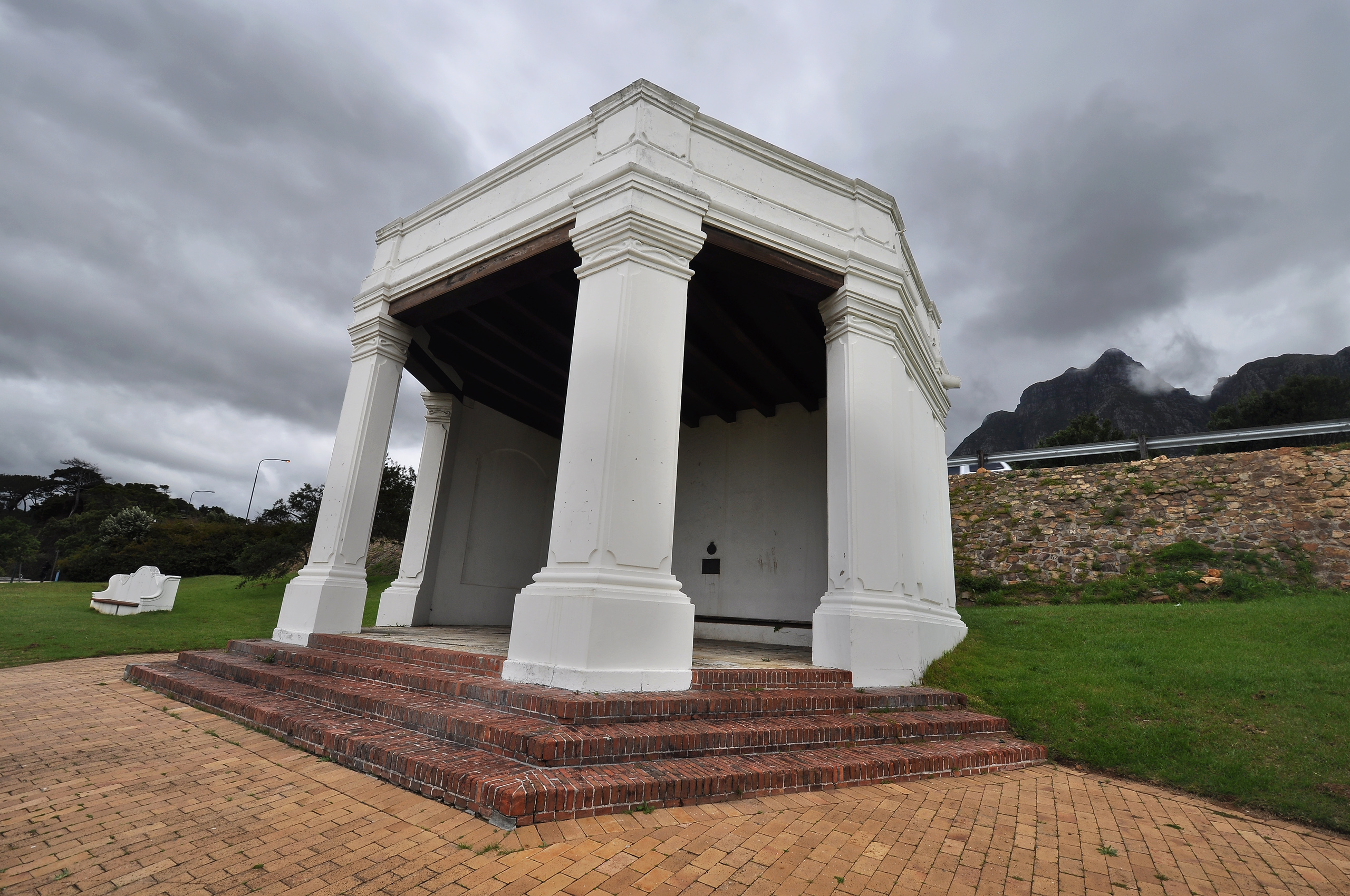
Pavilionul "Summer House" pe drumul Japonica este popular cu studenți pentru picnic-uri, etc. A fost construit în circa 1760, fiind prin urmare una dintre cele mai vechi clădiri din Africa de Sud. Un tunel lângă el leagă Campusul de Sus cu Campusul de Mijloc.
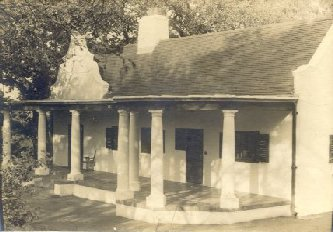
Clădirea Woolsack, un refugiu pentru scriitori și artiști, și unde Rudyard Kipling își petrecea verile între 1900 și 1908.
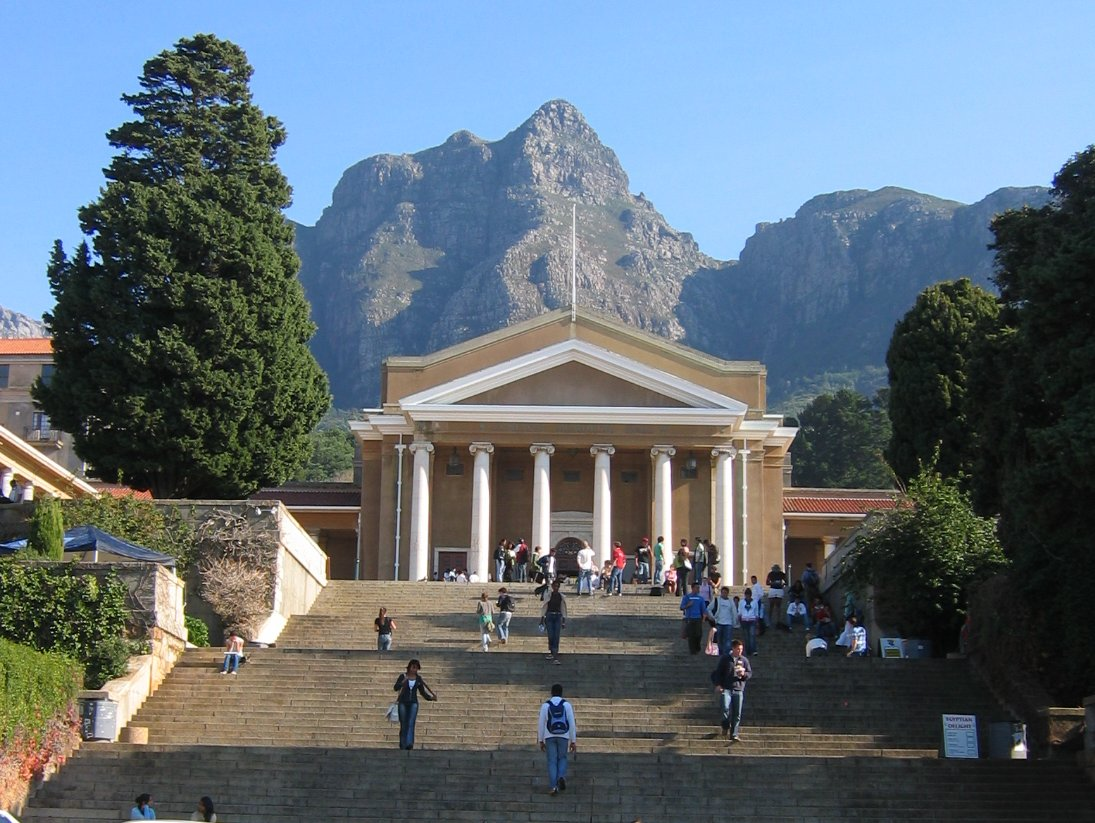
Renumitele scări pe Campusul de Sus care sunt poreclite "Jammie Steps" (scările lui Jammie).
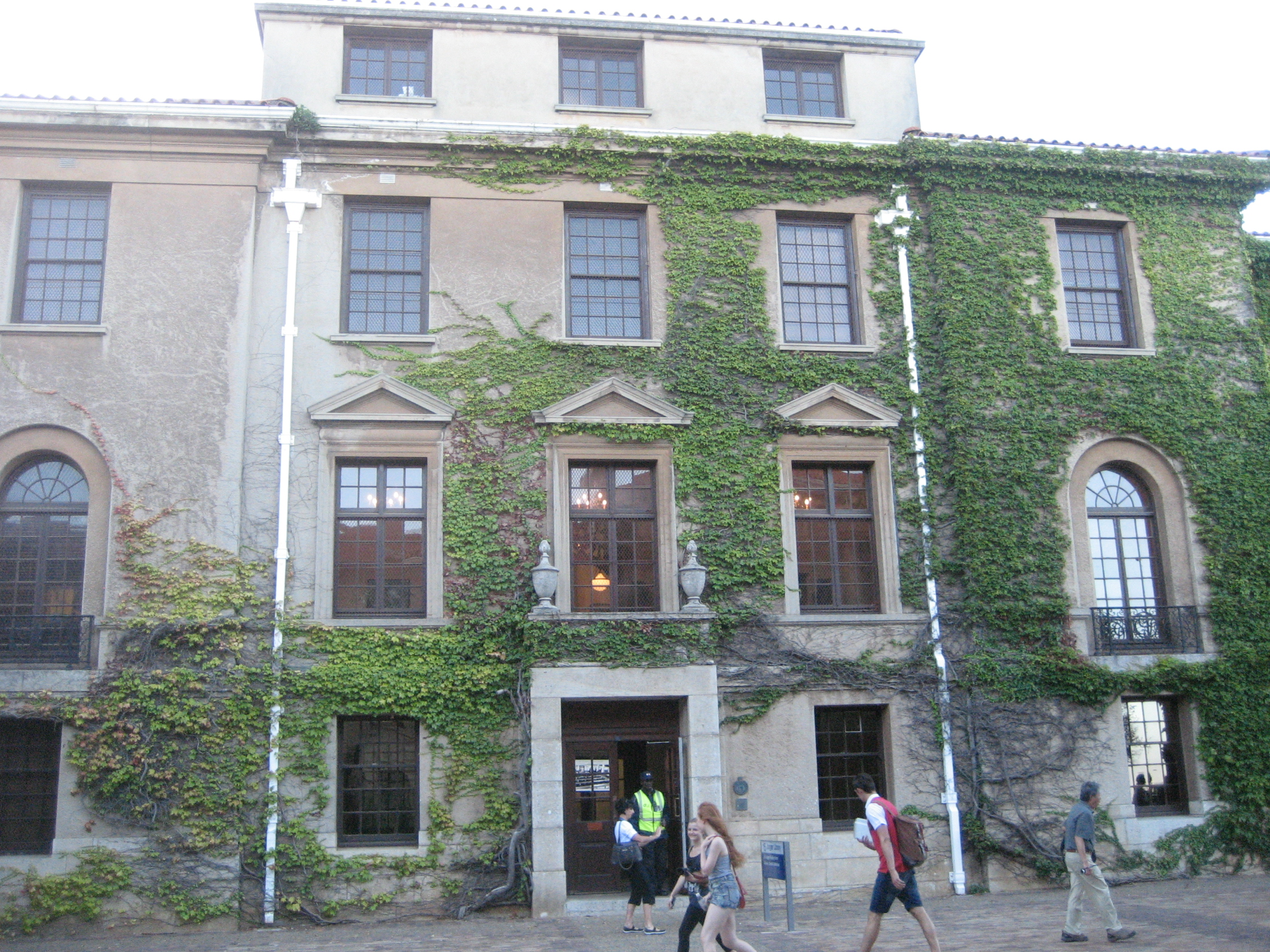
Biblioteca Jagger, cu cărți rare și colecții speciale.
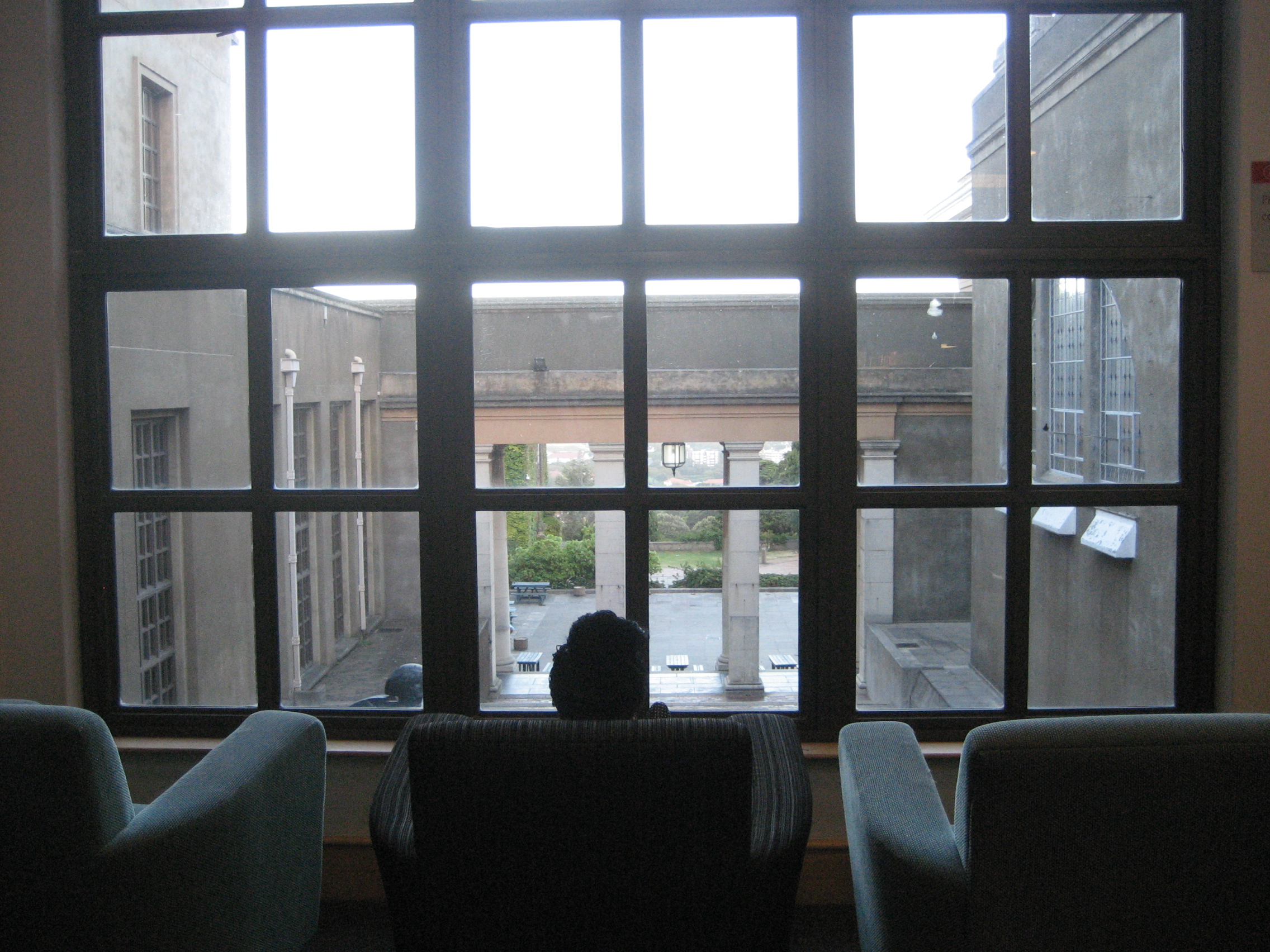
Vedere din Biblioteca Cancelarul Oppenheimer.
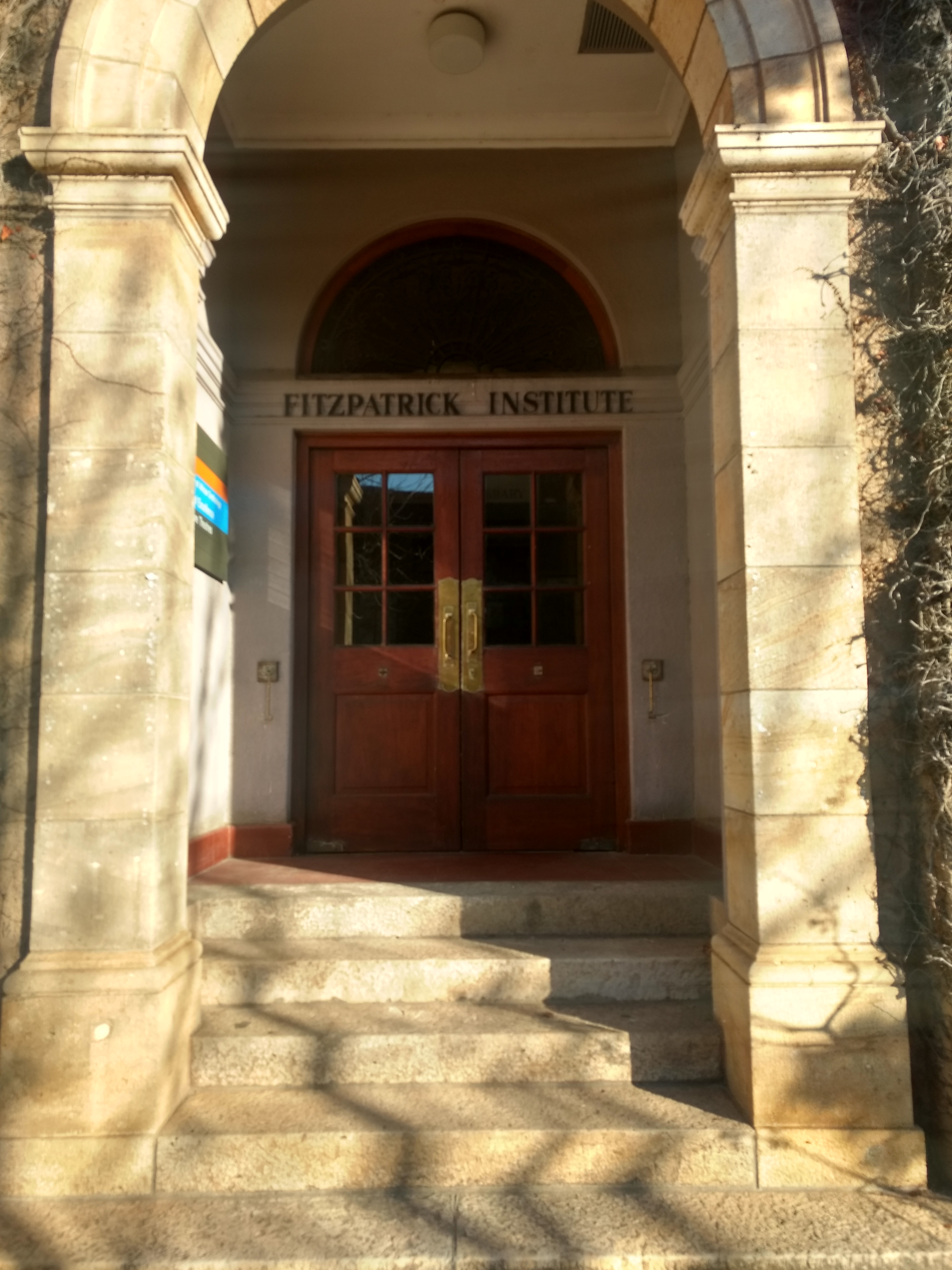
Intrarea la Institutul de Ornitologie Africană "FitzPatrick".
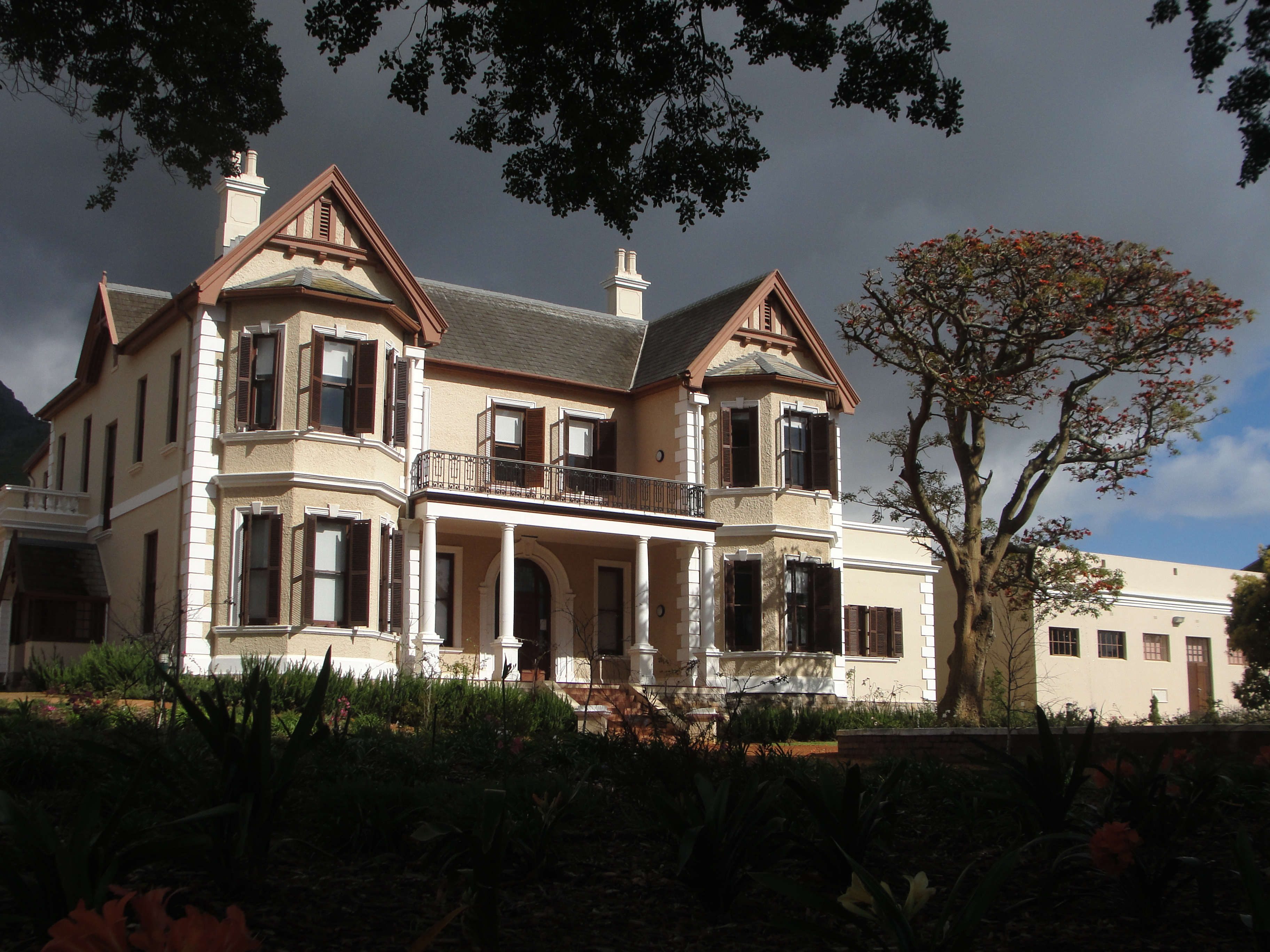
Clădirea "Student Housing and Residence Life", cu birourile care administrează căminele studențești.
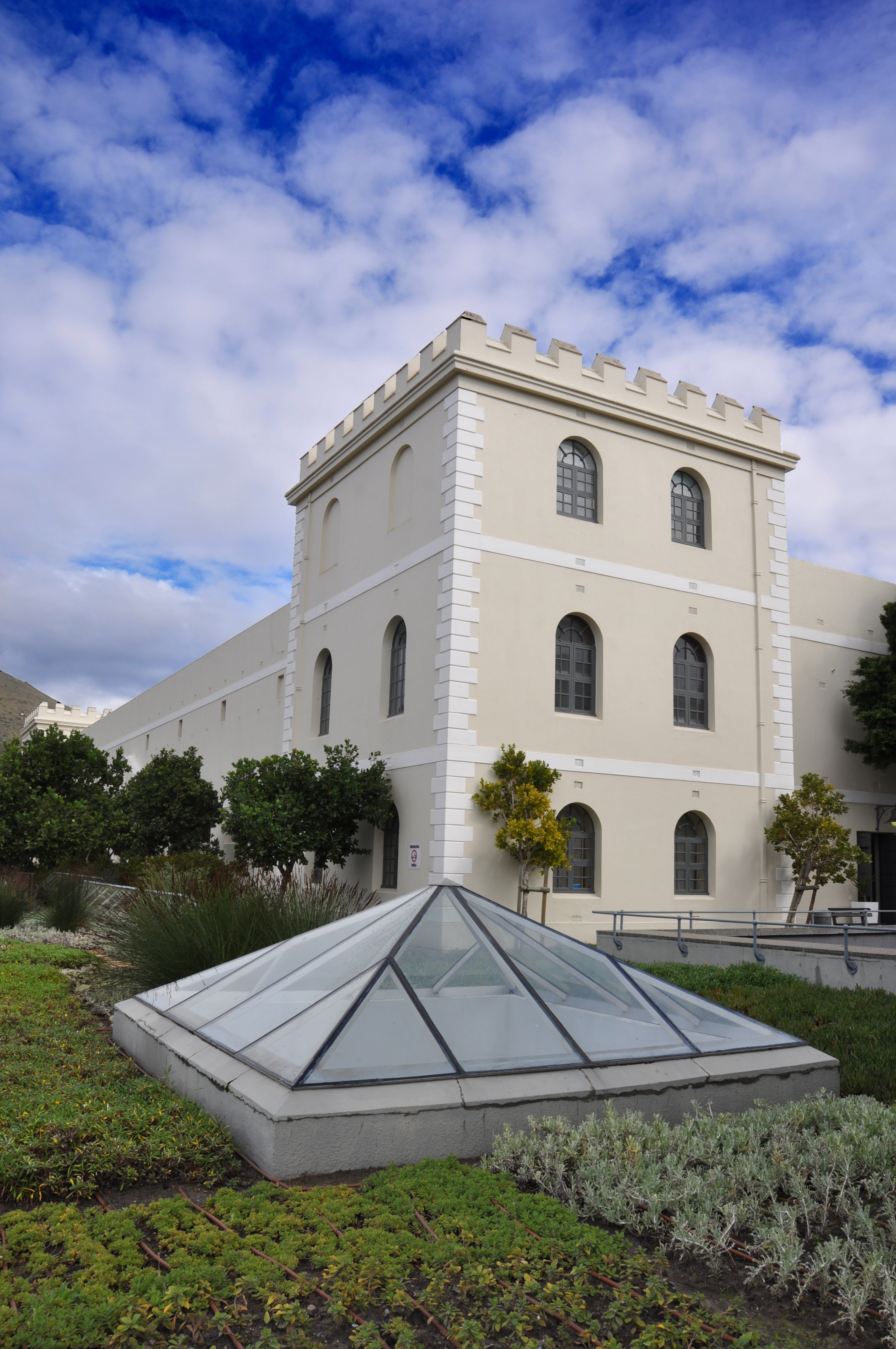
Cladirea școlii de business din centrul orașului, UCT Graduate School of Business.
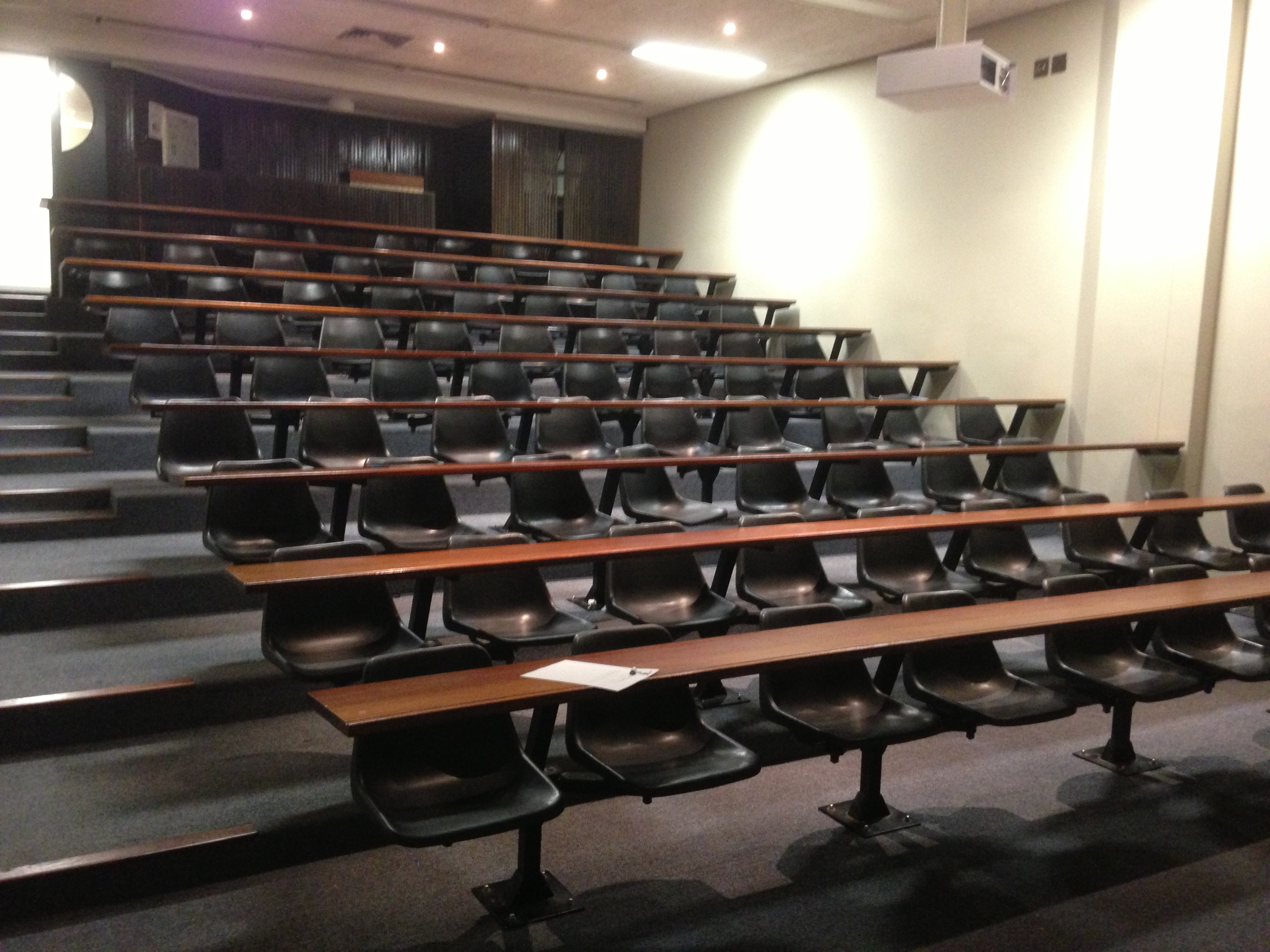
O clasă din una dintre clădirile Facultății de Științe Umaniste.